# ウィザーズ・ブレイン
『ウィザーズ・ブレイン』 (Wizard's brain) は、三枝零一による日本のライトノベル。イラストは純珪一が担当している。電撃文庫（メディアワークス→アスキー・メディアワークス→KADOKAWA）より2001年2月から2023年9月まで刊行された。第7回電撃ゲーム小説大賞〈銀賞〉受賞作品（応募時タイトルは『魔法士物語』）。作者は本作について「SFではなくファンタジー」だと答えている。
本作品では、《情報制御理論》（後述の設定参照）という架空の理論に基づき、登場人物たちが《魔法》を使う。この《魔法》を使用できる者の事を《魔法士》と呼ぶ。本作品は、この《魔法士》を中心に物語が進行する。
なお、本編や電撃文庫の公式サイトでは作中用語の括弧書きについて統一されていない（原則として括弧は用いられず、単語の視覚的強調として主に二重鉤括弧『』や二重山括弧《》を用いている）が、本項では一部の作中用語について用いる括弧を統一している。

## 世界観
21世紀末に人口問題解決のため、外部環境に影響されず、完全自給自足の生活環境を提供し、1,000万人が生活できるドーム型の積層都市“シティ”が世界各地に建造され、行政単位がシティと、その連合体である〔地球連合〕のみになったことに伴い全ての国家が消滅した世界。
西暦2186年5月14日、北極と南極の上空に一機ずつ設置された大気制御衛星の原因不明の暴走事故によって、旱魃対策用の遮光性の気体“雲”が大気中にばら撒かれた。これによって世界は暗闇に包まれ、エネルギーの90%以上を太陽光発電に頼っていた人類は致命的なダメージを受けた。この事故が引き金となり、僅かに残された資源とエネルギーを巡って第三次世界大戦が勃発。とある《魔法士》の行動によってアフリカ各地の核融合炉が同調して暴走し、アフリカ大陸が世界地図から消滅したことによって終戦を迎えるが、既に何もかも手遅れだった。
太陽光が届かず、気温は氷点下40度というあらゆるものが死に絶え変わり果てた地球で、人類は滅亡の危機に直面していた。大戦前には2048あったシティも、そのほとんどが破壊され消滅し、僅かに残された人々は、消滅を免れた7つのシティか、あるいは幸運にも稼働を続ける発電施設などを頼り細々と生きていた。しかし長き平和とその後の大戦により過去の技術はほぼ失われ、現状の維持も難しい状態であり、新たな技術を開発するのは非常に困難である。
人類が生きるために選んだ方法は二つ。大戦前から残された発電施設を壊れるまで騙し騙し使い続けるか、《魔法士》を犠牲にシティを維持するか――シティに住む人々のほとんどはその事実を知らず、しかしシティを維持するシステムにも限界が近づきつつあった。人類の滅亡は、既に時間の問題となっている。

## あらすじ

### ウィザーズ・ブレイン
単巻（1冊目）。《マザーコア》特化型《魔法士》〈天使〉の話。舞台は2198年2月、シティ・神戸。
便利屋を営む《魔法士》の少年・錬は、とある依頼でフィアと名乗る少女をシティから奪う。しかしフィアの正体は、稼働限界に近づきつつあるシティ・神戸の《マザーコア》の「交換部品」だった。シティ・神戸が彼女を失えば神戸市民1000万の命も失われる。それでもフィアを助けたい錬の前に、現在の《マザーコア》の恋人であった「黒衣の騎士」が立ちはだかる。

### ウィザーズ・ブレインII 楽園の子供たち
単巻（2冊目）。生体制御特化型《魔法士》〈龍使い〉の話。舞台は2198年6月、シティ・北京がヒマラヤ山脈上空に残した隔離実験施設《龍使いの島》。
フリーの便利屋ヘイズは、シティ・モスクワからの依頼で潜入した《龍使いの島》において4人の〈龍使い〉の少女少年と出会い、彼らと交流を深めていく。しかし、〈龍使い〉に隠された秘密は、やがて途方も無い悲劇を生む。

### ウィザーズ・ブレインIII 光使いの詩
単巻（3冊目）。時空制御特化型《魔法士》〈光使い〉の話。舞台は2198年7月、シティ・マサチューセッツ。
シティのエージェントとして暮らす『双剣』の〈騎士〉ディーは、シティの機密情報を盗んだ何者かを追って〈光使い〉と「黒衣の騎士」に出会い、一連の追跡と戦いの過程で“真の強さ”とは何かを見出し始める。

### ウィザーズ・ブレインIV 世界樹の街
上下巻（4〜5冊目）。仮想精神体制御特化型《魔法士》〈人形使い〉の話。舞台は2198年10月、シティ・ロンドン。
ロンドン軍を脱走した〈人形使い〉エドワード・ザインは、青空を夢見て“雲”を消せる《世界樹》のデータの断片を集めていた。一方、既に《マザーコア》が限界に達しているシティ・ロンドンは新たな《マザーコア》として《世界樹》のデータを必要としていた。確実な方法で1つのシティを救うのか、奇跡に近い方法で全世界を救うのか。偶然からエドを拾った錬とフィア、そしてロンドン軍の依頼でエドを追うヘイズとファンメイは、《世界樹》の種を巡って争うことになる。

### ウィザーズ・ブレインV 賢人の庭
上下巻（6〜7冊目）。もう一人の『元型なる悪魔使い』の話。舞台は2198年10月、シティ・メルボルン跡地。IVと対になる作品で、時系列的にはIVとほぼ同時期にあたる。
父の旧友に秘密裡の仕事を依頼された真昼と月夜は、訪れたメルボルン自治区でサクラという《魔法士》の少女と出会う。彼女こそ、シティの生命線たる《マザーコア》をシティから奪い、人類を滅亡へと追い立てる謎の組織〔賢人会議〕の正体だった。同じ頃、モスクワ軍のエージェント〈幻影〉ことイルはモスクワを救うため、ディーとセラと祐一はセラの母の仇を取るため、それぞれ〔賢人会議〕を追ってメルボルンへとやってくる。正反対の考えから真っ向から対立するサクラとイルの戦い、そして、真の強さとは何かを求めるディー、苦しむディーを救いたいと望むセラの二人が下した決断が描かれる。

### ウィザーズ・ブレインVI 再会の天地
上中下巻（8〜10冊目）。かつて「将棋指し」と呼ばれた〈炎使い〉の話。舞台は2199年2月、シティ・ニューデリー。
ウィザーズ・ブレイン“本編”と銘打ち、新展開に突入。メルボルンの事件以来行方不明となった姉と兄を探す錬と、その協力を請け負ったヘイズ。組織拡大を図る〔賢人会議〕のメンバーたち。シティの命令で〔賢人会議〕を追うイルとクレア。各々の目的でシティ・ニューデリーを訪れた彼らは、ニューデリーの《マザーコア》交換計画を巡る事件に関わっていくことになる。

### ウィザーズ・ブレインVII 天の回廊
上中下巻（11〜13冊目）。3人の《情報制御理論》創始者と「全ての《魔法士》の原型」である少女の話。舞台は2199年3月、北極海とその上空の大気制御衛星、及び地下に存在する孤立した集落。
真実の扉が開かれはじめる。シティ・ニューデリーの事件からひと月。〔賢人会議〕は軍事演習を隠れ蓑に北極上空に展開するシンガポール自治軍と接触を図る。一方シティ・ロンドンを訪れた錬とフィアだが、エド、ファンメイにはシンガポール軍牽制のため、北極への出撃命令が下っていた。同じ頃、大気制御衛星の謎を追って北極にたどり着いたヘイズとクレアの前に現れたのは…。

### ウィザーズ・ブレインVIII 落日の都
上中下巻（14〜16冊目）。エピソードIで故郷を失い難民となった元神戸市民たちの話。舞台は2199年8月、シティ・シンガポール。
北極海での事件から半年。世界中から《魔法士》の亡命を受け入れることでシティに匹敵する戦力を有するに至った〔賢人会議〕との同盟に、シティ・シンガポールが名乗りを上げる。真昼とフェイを中心にして同盟締結の下準備が進められ、ついに調印式当日がやってきた。だが、同盟締結反対派の議員たちは密かにある“駒”を用意し、謀略を巡らせていた。調印式を前に凶弾に斃れた真昼。跳梁する“亡霊”の影。〔賢人会議〕側の滞在する迎賓館に押し寄せた怒れる群衆。〔賢人会議〕と人類の同盟を“望む者”と“望まない者”、それぞれの信念と思惑の行き着く先は、果たして“平和”か“戦争”か───。混沌を極める事態は、衝撃の結末へとたどり着く。

### ウィザーズ・ブレインIX 破滅の星
上中下巻（17〜19冊目）。
ついに始まってしまった《魔法士》と人間の全面戦争。そして南極にて“雲”の秘密が明かされる。

### ウィザーズ・ブレインX 光の空
単巻（20冊目）。
“雲”除去システムを稼働させ世界に青空を取り戻すため、人類の滅亡を望むサクラ。そして対立の火種となる“雲”除去システムを破壊し、《魔法士》と人類の協調を望む錬。両者の対決の時が、遂にやってきた。

### 単行本未収録分
- ウィザーズ・ブレイン ハッピーバレンタイン

初出：電撃hp公式海賊本 電撃BUNKOYOMI
血も凍る2月の夜。錬に忍び寄る恐怖とは───!?
- ウィザーズ・ブレイン 正しい猫の飼い方

初出：電撃hp vol.46
《世界樹》制御のためヨーロッパに残ったエドに、ファンメイが聞かせた物語とは───?
- ウィザーズ・ブレイン 最終回狂想曲

初出：電撃hp公式海賊本 電撃h&p
「……で? 何なのこれ」「最終回発生装置」
……と、言うわけで『ウィザーズ・ブレイン』堂々完結!?

## 登場人物
名前の後に書かれている異名は、作者があとがきなどで使用しているもの。

### シティ・神戸（及び近郊の町）
天樹 錬（あまぎ れん） … 『元型なる悪魔使い』
フリーの便利屋を営む《魔法士》の少年。全編を通じての主人公。エピソードI及びエピソードIVの主人公であり、エピソードV以降も主役に準ずるポジション。外見年齢は15歳（ただし小柄なため、もう少し幼くみられる）、実年齢は9歳（エピソードI時点）で、肉体年齢と実年齢の差は6歳ほど。誕生日は2189年6月24日。「錬」という名前は錬金術から採ったものであり、真昼と月夜によって名付けられたことになっているが、実際のところは真昼がかつてアルフレッド・ウィッテンから〈元型〉に付けたい名を問われ「男だったら錬、女だったら桜」と発案したもの。
《情報制御理論》創始者の一人、天樹健三が最後に作成した先天性《魔法士》で、他の《魔法士》の力をコピーして使うことができる〈元型〉あるいは〈悪魔使い〉と呼ばれる規格外の《魔法士》。基本的に一度に一つの能力しか使えない他の《魔法士》とは異なり、条件にもよるが複数の能力を同時に使用できる。そのため“天樹健三の最高傑作たる《魔法士》”として軍を始めとする多くの人間にその身を狙われる立場でもある。武器として、条件付きで自己領域が使える月夜特製のサバイバルナイフ（〈騎士〉の騎士剣に相当する）などを用いる。「全ての《魔法士》の原型」アリス・リステルの遺伝子をルーツとする（エピソードIXより）。
やや癖のある黒髪に黒目の、小柄な日本人少年。普段は非常に心優しく、目の前で困っている人を助けずにはいられず、目の前にいない陰で傷つき犠牲になる人を忘れることができない。他人を押しのけて自分を押し付けるような考えができず、ときには優柔不断とも受け取れる性格。真昼曰く「余計なことに首を突っ込んで自分から身動きが取れなくなるのが得意」らしい。一方で「人を殺したくない」だけで「人を殺せない」わけではなく、他人への配慮ができなかった頃には多くの人を殺してきた。《魔法士》として戦う際は、相手の有利を徹底して潰す戦い方をし、一度戦った相手に対してはどれほど不利でも必ず対策を考え、ときには戦闘中に新たな戦術や対策を生み出す、非常に優れた戦闘センスの持ち主。身長が伸びず小柄であることを気にして、牛乳や体操などの努力をしているが、その効果は今一つの様子。
モスクワ地方の地下にある健三の研究室で誕生したが、間もなく健三が死亡したため、研究室の培養層の中から出ることなく過ごし、自身を狙って訪れた者達を自衛の為に殺害していた。ある日訪れた老婆の心を覗き見て殺す事に嫌気が差し、次に訪れた者に殺されるのを待っていたが、そこに訪れた真昼と月夜に家族として迎え入れられた。その後は兄姉から多くの愛情を受けて育ち、明るく前向きな性格となり、自分を育ててくれた真昼と月夜のことは家族として大切に思っている。現在は合法違法を問わず依頼達成率100%を誇る便利屋として、世界各地で噂されている《魔法士》。
ある日、謎の人物から「実験サンプルを奪取する」依頼を受けてフィアと出会い、シティ・神戸と引き換えに彼女を《マザーコア》として利用される運命から解放した（エピソードI）。その後、モスクワ軍のメルボルン侵攻に巻き込まれ行方不明となった真昼と月夜を追い、〔賢人会議〕やシティ間との戦いに、フィアと共に身を投じていく。やがて出会ったサクラから、真昼の弟にして《マザーコア》を助けた“同志”として〔賢人会議〕へ誘われるが、元々シティ・神戸の滅亡やI-ブレインを持たない通常人の抹殺を望んでいなかったため〔賢人会議〕の理念に賛同できず、しかし通常人を守るため《魔法士》たちを排除するのも違うと感じており、その曖昧な態度からサクラに「コウモリ」と揶揄され敵と見做されるようになる（エピソードVI）。真昼との再会を望んでシティ・ニューデリーに赴いた際、アニルにもその曖昧さを指摘され反発心を抱くが、アニルの問いと生き方は、今まで状況に流されるだけで問題の核心から逃げていた自身の心に向かい合うきっかけとなった（エピソードVI）。なおアニルは密かに、錬が〔賢人会議〕ともシティとも異なる第三の未来を見つけることを期待しているが、錬自身は未だその道を見いだせずにいる。

天樹 真昼（あまぎ まひる） … 『異能ならざる双子』
錬と共に便利屋を営む、錬の義兄。〔賢人会議〕を通じて全世界を動かす物語のキーパーソン。錬を作成した天樹健三の実子で、月夜の双子の弟。22歳（エピソードI開始時点）。誕生日は（推定2175年）9月。錬からは「真昼兄」と呼ばれている。
I-ブレインを持たない通常人で、天才プログラマー。《情報制御理論》創始者の一人、アルフレッド・ウィッテンが何年かけても開発できなかった汎用型《魔法士》〈悪魔使い〉用プログラムの基礎を、幼い頃にほんの思いつき程度でほぼ完成させ、ウィッテンをして「本物の天才」と言わしめた人物。便利屋としてはブレインの役割を果たしており、ハッキングなどによる情報収集や錬の戦闘用プログラムの調整、戦闘時のバックアップなどを担当する。その才能は父・健三から受け継いだようである。
髪型と服装以外で見分けられないほど双子の月夜とそっくりな美青年。月夜とは対照的に常に冷静沈着で、観察力や分析力、洞察力に長けており、仲間内ではブレーキ役を務めることが多い。穏やかで人当たりが良さそうな印象だが、俗にいう腹黒で、ファンメイ曰く「詐欺師っぽい」。家族や仲間を大事にしており、根っからの悪人ではないものの、心理描写が他キャラと比べ少なく、その心の奥底で何を考えているのか分からない点や、全ての物事を自らの掌の上で操っているような掴みどころのない発言と行動から、一部の読者からは嫌われている模様。作者もそれを把握しているらしく、わざとそうしている可能性もある。
姉のように慕っていた七瀬雪の死後、月夜と共にシティを離れ放浪していたが、モスクワ地方の地下にある亡父の研究所を訪れた際に錬を発見・保護し、以後弟として育てた。後にモスクワ軍のメルボルン侵攻に巻き込まれる形でサクラと出会い、彼女の理想に共感し〔賢人会議〕に参加、参謀を務め、事実上の指導者としてサクラたちを導く。その手腕はサクラたち《魔法士》の力を最も効果的に運用し、頭脳戦で「将棋指し」アニル・ジュレを打ち負かしたほど。しかし〔賢人会議〕メンバーで唯一I-ブレインを持たないため、ある意味孤立無援の立場とも言える。本編において「僕はひねくれているし性格も悪いけど嘘は吐かない」と言っているが、〔賢人会議〕メンバーに伝える作戦は本意を隠していることが多かったり（これは主要メンバーが精神的に幼く“大人の振る舞い”ができないせいでもあるが）、サクラに黙って勝手に次の行動の準備を進めていたりするので、彼女に理不尽な怒りを押し付けられることも多い。
全ての人々が幸福になる“正しい答え”は必ず受け入れられると考える、ある意味理想主義的な性格でもあり、《魔法士》とI-ブレインを持たない通常人が手を取り合える世界を夢見て、その実現のために〔賢人会議〕を利用し尽力していたが、シティ・シンガポールの〔賢人会議〕同盟反対派の発表を信じたシンガポール市民の誤射に斃れ、死亡する（エピソードVIII）。しかし彼の目指していた未来の世界図は、“〔賢人会議〕の掲げる題目とは異なる、天樹真昼の真意”として双子の月夜やシンガポール大使のフェイを始めとする幾人かには気づかれ受け継がれている。
サクラの生みの親の一人で名付け親でもあるが、初対面のときから不自然なまでにサクラに肩入れしており、真昼自身は気づいていなかったが月夜だけは薄々理由を察していた。
エピソードVIII〈下〉（16巻相当）のあとがきによると、真昼の死は最初から予定されていたものとのこと。

天樹 月夜（あまぎ つきよ） … 『異能ならざる双子』
錬と共に便利屋を営む、錬の義姉。錬を作成した天樹健三の実子で、真昼の双子の姉。22歳（エピソードI開始時点）。誕生日は（推定2175年）9月。錬からは「月姉」と呼ばれている。
I-ブレインを持たない通常人で、天才エンジニア。分子配列を自在に変換し様々な物体を合成できる機械（の試作版）を作り上げたほか、各種の機器修理や武器などの制作を担当する。錬が戦闘の際に使うサバイバルナイフの自己領域展開デバイスを作り上げたのも、ディーの騎士剣『陰』の結晶体が破損した際にありあわせの騎士剣『森羅』の結晶体片で補完したのも彼女である。また頭脳派の真昼に対して彼女は行動派で、スパイ活動も得意であり、射撃の腕も軍人顔負け。僅か7歳にしてシティ・神戸軍の基地に潜入し落書きを残すという、信じがたい“偉業”を成したこともある。また各シティ軍の持つフライヤーなどの装備を、どこでどう手に入れたかは不明だがパーツ1つ1つまで分解したことがあり、その際に発見した他に知る者のない軍事機密にも等しいバグを“飯のタネ”として利用している。またシティ・ベルリン攻防戦では、戦況が変わる「兆し」を誰より先に見つけると言う特異な能力を発揮し、シティ・ベルリンの防衛に貢献した。
錬の記憶の限り、長髪を無造作に束ね、着ているものは大抵ジーンズか上下繋ぎの作業服のどちらか、というほど見た目には無頓着だが、それでも息をのむほどの美人。双子の真昼とは対照的に自分の感情に素直で、よく怒り、手が早く、本気で怒るとすごく怖い。しかし頭の回転が速く冷静沈着な一面も持っており、状況に応じて決断や切り替えも早いさっぱりした性格。錬に対して口やかましいが、錬の身を案じているためであり、彼にはかなり甘い。双子の真昼に関しては、非常に息が合っており、その意図までは理解できずとも、真昼の立てた作戦そのものはほぼ正確に読み切るほど熟知している。ある意味で理想主義的な真昼に対して、どこまでも現実的な性格で、真昼に現実を教えるのは自分の役割だと思っている。
亡父の研究所で真昼と共に錬を保護してからは、弟として育てた。フィアに対しては、当初は警戒し辛辣な態度をとっていたものの、彼女の事情や人となりを知ってすぐに和解。錬の彼女と認めてからは、親友の弥生ともどもフィアを可愛がっている（エピソードI）。後にモスクワ軍のメルボルン侵攻に巻き込まれ、真昼に引きずられる形で〔賢人会議〕を支援したためイルの保護下でモスクワ軍の捕虜となる（エピソードV）。しかし“I-ブレインを持たない人類を滅ぼす”理念を掲げる〔賢人会議〕に“I-ブレインを持たない”真昼が参謀に収まっている違和感から彼の真意に気付き、世界に急激過ぎる変革をもたらそうとする真昼、ひいては〔賢人会議〕を止めるべく、モスクワ軍と契約した（エピソードVI）。その行動力は、イルやヘイズに「捕虜らしくない」と呆れられ、彼女をよく知る祐一すら黙って従わせるほど。

フィア … 『天使』
錬が保護した「実験サンプル」の少女。エピソードIのヒロイン。外見年齢は14歳、実年齢は3歳（エピソードI開始時点）で、肉体年齢と実年齢の差は11歳ほど。誕生日は2195年1月1日。「フィア」はドイツ語で“4”を意味する。
シティ・神戸主導の「天使計画」の下で、シティ・ベルリンの管轄下にある研究所にて《マザーコア》となるべく生み出された先天性《魔法士》〈天使〉の一人。そのため、《マザーシステム》の設定調整を一人で行える。純粋に科学的手段によって合成された遺伝子から生み出され、遺伝子的な親を持たない。
金髪緑眼の白人少女。好奇心旺盛で、珍しい物を見たり触れたりすることが大好き（フィアには同じものでも場所が違えば珍しいものと判断する節があり、珍しくないものでも興味を示すことがある）。また命の恩人とも言える錬とは相思相愛の関係にある。持ち前の明るさ、優しさからセラ、ファンメイ、クレアなどの女の子と仲良くなりやすい。
シティ・神戸の新たな《マザーコア》として死ぬ運命にあったが、研究所からシティ・神戸へ輸送中、謎の依頼を受けた錬によって奪取される。紆余曲折の末シティ・神戸と市民一千万人と引き換えに命を長らえたものの、そのことに対し深い罪悪感を抱いている（エピソードI）。その後は弥生に引き取られ、錬と行動を共にし、弥生の家を拠点に真昼と月夜を追って世界を巡る。ただし、《マザーコア》に適した《魔法士》であることは変わらず、シティ側の《魔法士》からはその力を隠さなければならない状態が続いている。またシティ・神戸崩壊後は「天使計画」のためシティ・ベルリンに追われており、シティ・シンガポールの事件の後、錬と共にシティ・ベルリンに捕らえられる。当初は錬を従えさせる人質としても扱われていたが、サクラが南極衛星と“雲”除去システムを確保した後は、シティ・ベルリンのホルガー・ハルトマン首相に請われ、南極衛星へのハッキングを試みることになる（エピソードIX）。

黒沢 祐一（くろさわ ゆういち） … 『黒衣の騎士』
かつて第三次世界大戦で活躍し、現在でも英雄として世界に名を馳せる《魔法士》の青年。推定年齢20代後半から30代（エピソードI開始時点、ただし生きていれば30歳の七瀬雪より年下らしき描写がある）。誕生日は2168年（月日不明）。
元はシティ・神戸自治軍〔天樹機関〕所属の少佐だったが、エピソードI開始時点ではシティ・ベルリン自治軍の客員士官として活動。ベルリン軍における階級は少佐。普段は神戸軍時代の軍服であった黒いジャケットとスラックスを着用しており、ミラーシェードをかけ、ブーツやコートに至るまで黒一色で統一しているため「黒衣の騎士」あるいは「黒騎士」として知られている。
神戸軍が行った《魔法士》実験で大戦前にI-ブレイン埋め込み手術を受けた後天性《魔法士》で、最初期に誕生した〈騎士〉の1人。しかし後天性《魔法士》にあるはずの“肉体とI-ブレインの不一致”が全くない、後天性《魔法士》としては稀有な存在。その他にも恋人であり史上最強の〈騎士〉・七瀬雪から指導を受けていたことや大戦時の戦闘経験からか、作中に登場する《魔法士》の中では他者を寄せ付けない圧倒的な強さを誇り、雪が亡き後は「最強騎士」の評を受けている（2代目）。
黒髪を短く揃えた、身長190cm近い無駄のない体躯の日本人青年。大戦以来、数々のつらい体験を経たためか、甘い理想に理解を示しつつも、それよりも痛みを伴う現実を選ぶような現実主義者。恋人の七瀬雪を失ってからは諦観的な面も見られたが、祐一自身も理想と現実の狭間で悩み続けていた。しかし神戸の事件の最中、生前の雪が考えた“騎士の誓い”を思い出し、守るべきもののために諦めず戦うことを決意する。
《魔法士》となった後に第三次世界大戦が勃発、七瀬雪と共に戦線へと投入されたが、雪の退役に伴い自身も退役し、大戦との関わりを避けシティ・神戸の小さな一軒家で二人で暮らしていた。真昼や月夜とは、雪と付き合い始めた頃に紹介され、退役後は隣人として親しくしていた。終戦後、シティ・神戸の《マザーコア》に志願した雪を失ったことで、シティ・神戸に居づらくなり10年ほど傭兵として世界中を転々とする。しかしベルリンから神戸への「実験サンプル」輸送護衛中に、錬の「実験サンプル」強奪事件が発生し、ベルリン軍からの派遣という形でシティ・神戸へ帰還、錬と対立する。その際、偶然から神戸市民の少女・沙耶へ自身のアクセスコードを渡すことになり、それが神戸の事件を解決する鍵となった（エピソードI）。事件後は再び世界を放浪するが、旧友レノアからの手紙でマサチューセッツへ赴き、レノアの娘セラとそこで出会ったディーを保護する。その際、重要機密を盗み出したレノアと「貴重な《魔法士》サンプル」であるセラを庇って、マサチューセッツ軍とその同盟であるモスクワ軍を敵に回すことになった（エピソードIII）。その後ディーとセラが〔賢人会議〕のメンバーになることを決めた際、「〔賢人会議〕の理想の下では自分は剣を振るえない」として、二人とは道を違えた。しかし彼らの危機には即座に駆けつけることを約束している。
ディーが騎士剣『森羅』と“本当の強さ”を手に入れたことで“最強”ではなくなったものの、情報戦や経験を含めた総合能力では祐一の方が上回るため、「最強騎士」ではなく「最高騎士」と呼ばれるようになる。なお、ディーと直接戦った場合でも、経験や純粋な〈騎士〉能力（I-ブレイン）の差で勝利できる。
セラの「非殺の誓い」を唯一知る人物だったが、それが原因で彼女が〔賢人会議〕と袂を分かちディーと離れたことを知ると、通常人の滅亡を願うディーの元へ駆けつけ、彼を止めるべく戦うことになる。しかし既にフリーズアウト現象が始まっており、その影響で過去に七瀬雪しか体現できなかった“本当の騎士戦闘”を体現しディーとの戦闘には勝利したものの、そのまま死亡した（エピソードIX）。
初登場時は量産型の騎士剣『冥王六式』を使用していたが、運動能力・知覚能力共に20倍程度までしか出せず、錬と最初に対決した際に祐一の全力についてこれずに壊れた。その後は、シティ・神戸に保管されていた七瀬雪の騎士剣『紅蓮』を使用している。『紅蓮』を使用した場合の運動係数制御の上昇値は運動能力60倍、知覚能力120倍。

七瀬 雪（ななせ ゆき）
かつて第三次世界大戦で活躍し、「最強騎士」「紅蓮の魔女」「英雄」等の数々の異名を得た史上最強の《魔法士》。現在は故人。誕生日は（推定2168年）2月。雪が降る寒い日に生まれたため、雪と名付けられた。
黒沢祐一のかつての恋人で七瀬静江の娘。軍属時代はシティ・神戸自治軍〔天樹機関〕所属の中佐だった。
神戸軍が行った《魔法士》実験で大戦前にI-ブレイン埋め込み手術を受けた後天性《魔法士》で、最初期に誕生した〈騎士〉の1人。しかし後天性ながら史上最強の〈騎士〉であり、彼女を上回る〈騎士〉は未だ出現していない。作中では圧倒的な強さを誇る祐一すら、彼女の存命中は一度も彼女に勝てなかったほど。〈騎士〉能力のひとつである自己領域の考案者でもあり、その補助デバイスとして騎士剣『紅蓮』が開発された。
長い黒髪に、雪のように白い肌を持つ美人。名前に反し、優しく暖かいが激しい気性の持ち主で、一度決めたら梃でも動かない一本気な性格。ややロマンチストだったようで、祐一の前で“騎士の誓い”を立てただけでなく、祐一の誓いの文面まで考えた。母・七瀬静江と天樹健三が旧知の仲であったことから、健三の実子である真昼と月夜とは幼い頃から姉弟のように親しくしており、双子が毎年命日に不法侵入の危険を冒してまで墓参りに来るほど慕われていた。
両親は共にシティ・神戸自治軍所属の軍人で、自身も士官学校に通うも、生まれつきの脳の障害により両足が動かなかったらしく、一生車椅子生活だと言われていた。15歳のとき《魔法士》実験に自ら志願、I-ブレイン埋め込み手術を受けて〔天樹機関〕最初期の〈騎士〉となり、同時に健常者として生活できるようになった。反射神経や動体視力、予測能力など〈騎士〉としての素質に極めて優れていたうえ、〈騎士〉になるまでは運動できない体だったため、〈騎士〉にとって最も効率の良い“本当の騎士戦闘”を唯一完全に体現できたようである。その後、第三次世界大戦が勃発し、恋人の黒沢祐一と共に戦線に投入されたが、悲惨な戦争に耐え切れず一年で退役。大戦との関わりを避けシティ・神戸の小さな一軒家で祐一と二人で暮らしていた。大戦終了後に母に泣きながら乞われ、シティ・神戸の《マザーコア》になる事を快諾し死亡した。
祐一が使用している騎士剣『紅蓮』はもともと雪の物であり、彼女が《マザーコア》となった後の10年間、彼女と共にマザールームに収蔵されていた。

七瀬 静江（ななせ しずえ）
シティ・神戸の防衛局総司令官。
シティ・神戸自治軍所属の軍人で、第三次世界大戦時の階級は大将。
壮年から老年に差し掛かった年配の女性で、かつて黒々としていた髪も現在は白一色。大戦時に右足を失い、エピソードI現在は電動式の車椅子を常用している。
七瀬雪の母で、一人娘の雪を何より大切に思っており、娘が軍や《魔法士》実験に志願したときは、夫の誠一と共に反対したが、娘の硬い決意に折れる形となった。その娘を苦渋の末、神戸市民を救うべく犠牲にしたことを悔いており、亡き娘との約束もあり、《マザーシステム》に代わるシティ制御機構の開発を望んでいた。しかし開発が失敗し、シティ・神戸が新たな《マザーコア》の作成に着手したため、この世の全てを憎むようになり、《マザーコア》を暴走させてシティ・神戸を壊滅させようとした。その道具としてフィアを利用するつもりだったが、接するうちにフィアに愛情を注ぐようになる。フィアからは「おばあさま」と呼ばれ慕われていた。
フィアが神戸へ輸送されるに際し、彼女の“最後の願い”を叶えるべく、錬に「実験サンプルの奪取」という偽の依頼をし、二人を引き合わせる。事件解決のため派遣された娘の恋人・祐一に、フィアの誘拐が狂言であることを見抜かれ拘束されたものの、《マザーコア》の暴走という計画の“本命”は成功させた。その混乱に乗じて拘束から逃れフィアを助けようとしたが、致命傷を負いフィアに見守られて息を引き取る（エピソードI）。フィアに単なる番号でない名前をつける約束をし、死の間際にそれを果たそうとしたが、フィアは「おばあさまがフィアと呼んでくれたから、自分の名前はフィアだ」としてそれを退けた。

弥生（やよい）
錬の町に住む若い女医。22歳（エピソードI開始時点）。脳関連の不具合により、重い心臓病を患っている。未亡人で、雪の日に幼い娘を亡くしたという過去を持つ。月夜の親友であり、金勘定については真昼や月夜よりもうるさいという一面も。
神戸の事件の後は、亡き娘を思わせるフィアを引き取り、養女として惜しみない愛情を注いでいる。時々月夜と共にフィアに色々な服を着せファッションショーごっこをしている。

ヴィド
日本、東南アジア、東ユーラシア（北米も含む？）などを渡り歩く隊商（キャラバン）〔ヴィド商会〕の頭。40代前後の白人の大男。気さくな人物で、天樹家の3人や弥生とは長年の付き合い。

結城 沙耶（ゆうき さや）
シティ・神戸の一般市民である10歳の少女（エピソードI開始時点）。エピソードVIIIのキーパーソン。父親は神戸軍に所属し《マザーコア》研究に関わっている。
神戸の事件で母親を失ったものの、祐一から渡されたパスコードなどによる要因もあって辛くも生き延びた（エピソードI）。その後は難民として、神戸の生き残りと共に放浪を続けていたが、父親に見つけられシティ・シンガポールへ移住する。しかし移住から間もなく父親が亡くなり、孤児院へと引き取られた。そして〔賢人会議〕とシティ・シンガポールの同盟に伴う混乱に大きく関わることになる（エピソードVIII）。

### 隔離実験施設《龍使いの島》
李 芳美（リ ファンメイ） … 『龍使い』
シティ・北京自治軍により開発中の《魔法士》験体の一人。エピソードIIの主人公兼ヒロイン。外見年齢は13歳だが、実年齢は6歳（エピソードII開始時点）で、肉体年齢と実年齢の差は7歳ほど。誕生日は2184年（実際は2191年）6月8日。愛称は「メイ」。
ヒマラヤ山脈の上空に浮かぶ隔離実験施設《龍使いの島》で暮らしていた〈龍使い〉の一人。黒の水による肉体変化は背中から生えた“腕”。この腕はファンメイの嗜好で通常“翼”として形成されるが、状況に応じて“触手”など様々な形状へ変化させられる。
黒目黒髪に小麦色の肌でうっすらとそばかすの残る、長髪を三つ編みに編んだ中国人少女。やや能天気で天真爛漫だが、常に希望を探し続け、簡単には諦めない強さを持つ。同じ〈龍使い〉のシャオロンとはとある件から仲違いし口ゲンカが絶えないが、心の底では誰より大事に思っている。年頃の少女らしくパンダ好きかつ水玉好き（部屋のインテリアは全て水玉）で趣味は読書。
実験のため「シティ・北京自治軍所属の訓練生で、7歳のときに選抜され《魔法士》験体となった後天性《魔法士》」という偽の記憶を植え付けられ、《龍使いの島》で製造された先天性《魔法士》。かつて《魔法士》験体となり死亡した、北京軍所属の同名人物の遺伝子をルーツとする。名前や姿や偽の経歴なども、元となった人物のそれに基づいている。黒の水による暴走を抑制し“人間”であり続けるため、偽の記憶を植え付けられ自身もそれを信じていたが、ヘイズの来訪を機に真実を知り（エピソードII）、ヘイズの師であるリチャード・ペンウッドの伝手でシティ・ロンドンに身を置き、黒の水の暴走の治療を受けることになる（エピソードIV）。北極会戦においてシティ・ロンドン軍の要請でエドと共に出撃、想定外の事故によって北極地下住民の人質になるものの、負傷した住民を黒の水の特性を利用して治療し、地下住民たちが《魔法士》に歩み寄る切っ掛けを作った（エピソードVII）。シティ・ベルリン攻防戦の後、シティ連合によるシティ・マサチューセッツの犠牲を前提とした〔賢人会議〕殲滅作戦を知ると、彼らの命を守るため、ヘイズと共に作戦阻止に動く。その一環として黒の水の生成装置で「体」を増殖した結果、制御可能な量を越えて黒の水に呑まれたものの、駆け付けたエドによって自己を取り戻した（エピソードIX）。島を出る際に誕生日プレゼントとしてシャオロンから贈られた指輪を心の支えにしている。

雷 小龍（レイ シャオロン）
シティ・北京自治軍により開発中の《魔法士》験体の一人。外見年齢は14歳だが、実年齢は7歳（エピソードII開始時点）で、肉体年齢と実年齢の差は7歳ほど。誕生日は2184年（実際は2191年）5月。愛称は「シャオ」。
ファンメイと共に《龍使いの島》で暮らしていた〈龍使い〉の一人。黒の水による肉体変化は右腕で、戦闘時には右腕をやや湾曲した二つの刃を持つ形へと変形させるが、その見た目からファンメイには『蟹の爪』と呼ばれている。
黒い短髪に鳶色の瞳の、ファンメイよりわずかに背の低い小柄な中国人少年。ファンメイのことを気にしつつも、仲違いして以来嫌われていると思い込み、素直になれずにいた。
ファンメイと同じく実験のため偽の記憶を植え付けられ、《龍使いの島》で製造された先天性《魔法士》。ヘイズの来訪を機に真実を知るものの、黒の水の暴走からファンメイを守り死亡する（エピソードII）。死の間際に、ファンメイへの誕生日プレゼントとして指輪を贈った。

戒 蒼元（カイ ソウゲン）
シティ・北京自治軍により開発中の《魔法士》験体の一人。外見年齢は17歳だが、実年齢は7歳（エピソードII開始時点）で、肉体年齢と実年齢の差は10歳ほど。愛称は「カイ」。
ファンメイと共に《龍使いの島》で暮らしていた〈龍使い〉の一人。黒の水による肉体変化は描写がなく不明。
乳白色の髪に白い肌、血色の瞳の少年。冷静で理知的で穏やかな少年だが、2年ほど前から寝たきりになっている。
ファンメイと同じく実験のため偽の記憶を植え付けられ、《龍使いの島》で製造された先天性《魔法士》。しかしルーティと共に黒の水の暴走や自分達の実験の真実を知っており、密かに実験体である自分達の拘束を解除するプログラムを開発している。寝たきりになったのも実は、体を構成する黒の水の暴走が始まっており、それを抑止すべく脳の一部の機能を強制停止させたためである。ヘイズの来訪と前後してプログラムは完成させたものの、直後に暴走が最終段階まで到達し《龍使いの島》の崩壊を招いた（エピソードII）。

飛 露蝶（フェイ ルーティ）
シティ・北京自治軍により開発中の《魔法士》験体の一人。外見年齢は17歳だが、実年齢は7歳（エピソードII開始時点）で、肉体年齢と実年齢の差は10歳ほど。
ファンメイと共に《龍使いの島》で暮らしていた〈龍使い〉の一人。黒の水による肉体変化は左腕で、ヘイズを尋問する際に変形させた描写がある。
薄茶色の長髪に褐色の肌の中近東系の少女。中国人らしからぬ外見は、祖父あるいは祖母が「ニューデリーからの留学生」でありそのクォーターであるため。優しく面倒見の良いお姉さんのような存在。ビデオ撮影が趣味で、毎日のように4人の生活をビデオに収めている。カイに密かに想いを寄せている。
ファンメイと同じく実験のため偽の記憶を植え付けられ、《龍使いの島》で製造された先天性《魔法士》。しかしカイと共に黒の水の暴走や自分達の実験の真実を知っており、密かに黒の水の暴走を抑える薬を開発している。ヘイズの来訪と前後してある程度完成した薬をカイに投薬したものの、既に暴走が最終段階へと到達していたカイが薬を拒絶したことで絶望し、彼の暴走に巻き込まれる形で死亡する（エピソードII）。

### シティ・マサチューセッツ
二重（デュアル）No.33 … 『双剣』
シティ・マサチューセッツにある〔ファクトリー〕のエージェントである《魔法士》の少年。エピソードIIIの主人公。外見年齢は14歳、実年齢は2歳（エピソードIII開始時点）で、肉体年齢と実年齢の差は12歳ほど。誕生日は2196年6月15日。愛称は「ディー」。
〔ウィザーズ・ブレイン・ファクトリー〕で偶然誕生した規格外の先天性《魔法士》の1人で、通常ではありえない2つのI-ブレインを持つ〈騎士〉。そのため〈悪魔使い〉の“並列”と同等の能力を持ち、これを活用するため、特製の二本一組の騎士剣『陰』と『陽』を使う。また、側頭骨に特殊な通信素子が埋め込んであり、同じ素子が埋め込んであるクレアとはI-ブレインの相互リンクが可能。これにより、レーダー役のクレアが見つけた“敵”とディーが戦う、という体制で任務活動していた。遺伝子的な繋がりはないものの、同じ〔ファクトリー〕で生まれたクレアやイルとは姉弟と言える関係。
外見は銀髪銀眼の西洋系の少年。後ろ髪を一房だけ伸ばしてうなじで結わえている（いわゆるローテール）。人形のように端正で男女が曖昧な風貌で、甲高いハスキーなアルト声も相まって、よく少女と間違えられる。また普段は〔ファクトリー〕のエージェントの白い制服を着用しており、後に「白騎士」とも呼ばれるようになる。
他人を傷つけることに対して酷く臆病であり、初登場時は敵や犯罪者でも傷つけることが出来ず、そのためエージェントとしては任務に失敗し続けており、処分も検討されていたが、クレアのフォローにより何とか生き長らえていた。任務失敗をフォローする“最後の任務”として、マサチューセッツの機密データを盗み出した犯人を単独で追うことになり、生まれて初めてスラム街を訪れセラとマリアの母娘や祐一と出会う。そしてマリアが“犯人”だと気づかないまま、セラに想いを寄せるようになり、セラのために強くなろうと決意するが、その決意は“犯人”を思わぬ形で傷つけ、セラから母を奪う結果となる。その後「貴重な《魔法士》サンプル」として捕らわれたセラを救うためにシティ・マサチューセッツから離反し、クレアとも決別（エピソードIII）。以降はセラを守るために強くあろうとし、しかしセラから母を奪った罪の意識を抱え、思い悩んでいた。
マリアの死の遠因となった〔賢人会議〕を追ってメルボルン跡地に行き、セラと祐一と共にモスクワ軍のメルボルン侵攻に巻き込まれる。その際、モスクワ軍の捕虜となり“兄”イルと初対面、彼や彼を慕う一般兵の話からイルが持つ“人間としての強さ”を垣間見る。直後に〔賢人会議〕と組んでディーの救出に来たセラと再会、セラを守るために意図せず初めて人を殺し罪の意識で思い悩むが、自身の「きっと自分よりもセラの方が大事なんだ」という気持ちを再確認し、セラを守る為ならば人を殺す事も厭わないと自らに誓う。また、戦いの最中に騎士剣『陰』を損傷したため、祐一のために作られた騎士剣『森羅』を利用して修復され、『森羅』は事実上ディーの騎士剣となった。その後、第一次メルボルン脱出作戦の際セラを守るべく『森羅』の能力を解放、脳への深刻なダメージとカール・アンダーソンの犠牲を代償に、モスクワ軍のA級《魔法士》数人を瞬殺し、さらにモスクワ自治軍陸士隊五百名前後を死傷させるという“甚大な”戦果を挙げた。そして遂に、どんな理由であれ自らが人を殺める行為を罪と認め、その罪を未来永劫背負う覚悟を決め、“本当の強さ”を手に入れた（エピソードV）。
以降はセラの居場所をつくるために〔賢人会議〕に参入、高い性能を持つI-ブレイン（〈騎士〉の能力である“自己領域”“身体能力制御”を同時発動できる特性）と彼自身の戦術、さらに騎士剣『森羅』の存在によって「〔賢人会議〕で最も危険な戦力」と見做されている。
上記の強さと『森羅』を手に入れ、「最強騎士」になる（3代目）。ただしディーの殲滅能力は〈騎士〉以外にこそ真価を発揮するため、祐一と戦った場合は、経験や純粋な〈騎士〉能力（I-ブレイン）の差で敗北する。
サクラが“雲”除去システムを確保すると、セラが望んでいないことを知りつつも組織の方針や社会情勢の変化には逆らえず、通常人の滅亡を求めてシティ・ベルリン攻防戦に臨む。〔賢人会議〕の最強戦力として敵対するイルに重傷を負わせ、錬を突破し、作戦の要であるフィアに繋がったケーブルを切断し勝利を決めると、更なる戦果を求めて故郷シティ・マサチューセッツを襲撃。〔ファクトリー〕の生みの親でもあるリンドバーグ上院議長を殺害した後、〔賢人会議〕から離反したセラのために現れた祐一と戦い、『森羅』を壊されて敗北し重傷を負う（エピソードIX）。通常人の滅亡を選んだことでセラに寄り添えなかったことを後悔しており、通常人を滅亡させセラの居場所ができた暁には死をもって償おうと考えている。

千里眼（クレアヴォイアンス）No.7 … 『千里眼』
ディーと同じく〔ファクトリー〕のエージェントである《魔法士》の少女。外見年齢は17歳、実年齢は4歳（エピソードIII開始時点）で、肉体年齢と実年齢の差は13歳ほど。誕生日は2194年7月2日。愛称は「クレア」。
〔ウィザーズ・ブレイン・ファクトリー〕で偶然誕生した規格外の先天性《魔法士》の一人で、《魔法》が使えない代わりに圧倒的な情報収集能力を持つI-ブレインを持ち、中でも通常の眼にあたる機能が優れている（360度全てを見渡せる他、やろうと思えば世界の全てを見渡せる広域的な視界を持つ）ため、そこから千里眼と呼ばれている。また、世界に3隻しかない雲上航行艦の一つ［FA-307］のマスターでもある。
身長は155cm、褐色の髪と“ガラス玉のような”金色の目を持つ少女。しかし優れた“千里眼”を持ったことが原因で、特別な異常のなかった視力が成長過程で完全に退化してしまい、現在では現実世界そのものの光景を直接見ることができない。そのためノイズメイカーの影響下ではまともに歩くこともできず、ヘイズに所謂「お姫様抱っこ」で持ち運ばれている場面もある。人前では基本的に、目元を隠すアイマスクを着用している。登場以前は包帯を思わせるものだったが、初登場（エピソードIII開始）時に、呪術風の奇妙な模様を刺繍したものを新調した。サングラスをしているときもあるが、デザインが大人向けなのでセラやヘイズからは似合わないと言われている（本人は自分には大人向けのデザインのほうが似合うと思っている）。何か考え事をする際、額に人差し指をあてる癖がある。
〔ファクトリー〕で《マザーコア》の突然変異として生まれ人権のない道具であった彼女にとって、〔ファクトリー〕のエージェントとして生きることは苦痛であり、同じ〔ファクトリー〕で生まれた“弟”のディーを愛し、ディーの存在そのものが彼女にとって生き甲斐だった。気の弱い彼を常に案じ、何かと彼の世話を焼き、彼に頼られることを喜び、失敗続きのディーの弁護のためにマサチューセッツ上層部と頻繁に揉めていた。
ディーがセラと知り合ってからはディーへの執着を強め、嫉妬心からセラとマリアの身元を洗い、マリアの正体に気づく。ディーに課せられた任務の“犯人”を発見したことで、ディーの心を取り戻せると思っていたが、予想に反しディーがマサチューセッツから離反してまでセラを選んだため、なりふり構わずディーを取り戻そうとし、セラやディーと死闘を演じることになる。その際、ディーのI-ブレインと相互リンクをするための通信素子から、ディーとの接続許可を永久に放棄した。その後も〔賢人会議〕に加わったディーを庇い続け、ディーに会うためだけにシティ・ニューデリーでの任務に出動するが、そこでシティの現状やディーの成長などを知り、《魔法士》の人権が論じられるように衝撃を覚え、さまざまな葛藤を経てマサチューセッツから離反。その際に交流を持ったセラへ対して一定の理解を示すようになり、また不思議な縁からヘイズと行動を共にするようになる。ヘイズに好意を抱いているが、彼への態度はかなりのツンデレ。
作者は当初、視力どころか目そのものが退化しているという設定で考えていた。しかし目は必要という担当編集者と激論を重ね、最終的にはイラストレーターである純珪一の、目のあるクレアのイラストを見て考えを改めたというエピソードを作者がインタビューで語っている。

セレスティ・E・クライン … 『光使い』
マサチューセッツのスラム街に住んでいた金髪碧眼の少女。エピソードIIIのヒロイン。外見年齢、実年齢ともに10歳（エピソードIII開始時点）で、肉体年齢と実年齢の差はない。誕生日は2188年5月12日。セレスティは「空の向こう」を意味し、両親が話し合いの末に決めたもの。愛称は「セラ」。
世界で唯一確認された“自然発生した《魔法士》”で、確率的にはごく稀とされる《魔法士》能力遺伝の世界唯一の実例として、学術的にきわめて重要な存在とされる。しかし初めて能力を使った4歳のとき、その能力の発覚を危惧した母により、間に合わせのプロテクトで記憶と能力を封印された。そのため、自身が〈光使い〉であることはおろか《魔法士》であることも知らずに過ごしていた。
金髪碧眼の白人少女。普段は髪をポニーテールにまとめている。誰に対しても丁寧語で応じるが、表情に乏しく淡々とした事務的な口調であるため、かえって威圧的な印象を与える。しかし根は心優しく、母のために家事全般をこなしており、中でも料理が得意。長らく母から粗末に扱われたため、母からの愛情に飢えている。多くの場面で本音を飲み込み感情を押し殺しており、特に笑うのが苦手。母マリアを嫌っているが、本心では母を愛し、母との関係がうまく行っていない事を気に病んでいた。
“最後の任務”でスラムを訪れたディーと出会い、彼を気に入って協力する内にだんだんと惹かれていく。しかしディーが探している“犯人”が母だとは気づいていなかった。その後“犯人”が母だと判明したことで、逃亡生活を余儀なくされたものの、記憶を失った母の本心を知る機会となり、束の間の幸福を得る。また、逃亡生活と前後して〈光使い〉のプロテクトが解除され、母から《魔法》の使い方の手ほどきを受ける。しかしディーを取り戻そうとするクレアの思惑で、母マリアが死亡。その原因がディーにあることをクレアから知らされるが、ディーへの好意は変わらず、“いつか母の仇を取るため”にディーの傍に居続けることになる（エピソードIII）。しかしそのために、ディーを逃亡生活に巻き込み、“姉”のクレアを始めとする全てを捨てさせてしまったことなどを気に病んでいた。
その後、〔賢人会議〕の事件に巻き込まれた際に祐一からディーの覚悟を聞かされ、自身も「（人を殺す重責をディーに忘れさせないために）彼の罪を決して許さず、その為いかなる状況であっても絶対に人を殺さない」ことを誓う。そして他に安全な居場所がなく、母の死の遠因となったサクラの人間性を見極めるためもあって〔賢人会議〕に参入する（エピソードV）。〔賢人会議〕参入後は、真昼の指導もありマサチューセッツにいた頃とは見違えるほど人として、《魔法士》として成長。母のように〈騎士〉と直接対決できるほどの力は未だないにせよ、完璧な精度で対象を傷つけずに無力化したり、クレアの操る［FA-307］との戦闘で見事勝利するほどの力を身に付けている。しかし彼女の“不殺の誓い”は彼女自身と祐一しか知らず、シンガポールの騒動後〔賢人会議〕に加わった元軍人の《魔法士》たちからは不審の目を向けられている。
メインキャラクターの中では見た目がエドと同齢くらいなので、それ相応に扱われることが多いが、彼女は自然発生の《魔法士》であるため実は年長組（戦後に生まれた先天性《魔法士》の中では最年長）である。

マリア・E・クライン
セラの母。29歳（エピソードIII開始時点）。エピソードIIIのキーパーソン。誕生日は（推定2168年）8月21日。「マリア・E・クライン」は偽名で、本名は「レノア・ヴァレル」。
第三次世界大戦で名を馳せた後天性《魔法士》の一人で〈光使い〉。大戦当時の祐一が「命を賭けなければ勝てない相手」と評する優れた〈光使い〉だったが、大戦中のI‐ブレインの酷使によりフリーズアウト現象が起きており、余命は少なく、頻繁に頭痛や吐き気に襲われるようになっている。そのため〈光使い〉として活動するにはかなり無理をする必要があるが、その優れた能力は健在。
短く切り揃えた金髪に菫色の瞳の白人女性。娘のセラを何より大事に思っているが、自身が死んだ後、残される娘に悲しい想いをさせたくないとの考えから、“娘を放置して遊び歩く母親失格の女”を演じ、セラを突き放すような態度をとり続けていた。そうと知らないセラは「自分は母に嫌われている」と思い込んでいた。しかし真実は、ただ生きるだけでも厳しい時代に娘を産み、そのことで最愛の娘に恨まれるのではないかという恐れを抱き、問い詰められないよう娘を避けていた。
シティ・ロサンゼルス出身で、I-ブレイン埋め込み手術が成功し〈光使い〉となった三名の一人。雪の親友、祐一の旧友。大戦中に自らが兵器として人を殺すことに疑問を抱き、退役を希望するも叶わず、止むを得ず軍から脱走する。当時《魔法士》の脱走は軍事機密の漏洩に等しく、機密を守るべく存在記録のほとんどを抹消された。その後、名を変え身を潜めていた町で知り合った男性と結婚、マリア・E・クラインとなり、娘のセラを出産する。スイスで暮らしていたが、夫の死後、セラを連れて転々とした末、シティ・マサチューセッツの第一階層に拠点を構えた。死期が迫っていることに気づいており、娘のために少しでも多くの遺産を残そうと、〔賢人会議〕からの依頼でマサチューセッツの機密データを盗み、ディーと対決する。同じ頃、娘を託すため祐一に手紙を送り彼をシティ・マサチューセッツへ招いた。任務で自分を追うディーが娘と知り合い、互いに好意を持ち合っていると気づくものの、それすら利用して更なる機密データの奪取に成功。しかし“犯人”の正体に気づいていなかったディーの攻撃で、D3のひとつを情報解体された際に影響を受けて脳を損傷し、部分的な記憶喪失になる（自分に娘がいるのは分かっていても、目の前にいるセラがその娘だと思い出せない、など）。そのせいで目の前のセラが娘だと認識できないまま、娘へ対する本心をセラに明かし、セラと“母娘ごっこ”を演じて束の間の幸福を得た。先の対決で“犯人”の正体を知ったディーの助けで逃亡、1ヶ月ほど潜伏するものの、ディーを追うクレアによって潜伏先は既に特定されており、最後はマサチューセッツ軍の銃撃からセラを守って死亡する（エピソードIII）。

ウェイン・リンドバーグ
シティ・マサチューセッツの最高指導者である上院議長。元々は情報制御理論の研究で知られる技術者で、シティ・マサチューセッツを維持する〔ウィザーズ・ブレイン・ファクトリー〕システムの生みの親でもある。妻は軍人で後天性の《魔法士》だったが、戦後《マザーコア》に志願し〔ファクトリー〕の稼働までマサチューセッツを維持した。そのことが「シティ・マサチューセッツを維持するには〔ファクトリー〕しかない」ことに強い説得力を持たせ、彼を上院議長へ推し上げた。

### シティ・ロンドン
エドワード・ザイン … 『（最強の）人形使い』
ロンドン軍から脱走した《魔法士》の少年。エピソードIVの準主人公。外見年齢は10歳、実年齢は6歳（エピソードIV開始時点）で、肉体年齢と実年齢の差は5歳ほど。誕生日は2192年5月27日。愛称は「エド」。
エリザベート・ザインが作成した唯一の先天性《魔法士》で最強の〈人形使い〉。無機物を、無機物の形状を保ったまま生物的に動かすという、非常に困難な技を安易にこなす優れた〈人形使い〉である。世界に3機しかない雲上航行艦の一つ、シティ・ロンドン所属［ウィリアム・シェイクスピア］のマスター。遺伝子はエリザのものがベースになっている可能性が65%ほどらしい。
薄茶色の髪に同じく薄茶色の瞳の白人少年。エリザが「はい」「いいえ」「エリザ」の三つしか言葉を教えなかったため他者との会話がほとんどできず、他者の言葉に頷いて肯定するか首を振って否定するだけだったが、錬・フィア・ファンメイと出会ってからは少しずつ会話もするようになり、感情も豊かになりつつある。上述の三つの言葉以外で初めて発した言葉は、錬が負傷した際に彼を案じた「……いたい？」。ほとんど無表情で会話らしい会話もせず、ただ命令に忠実に従うだけの大人しい“ぼんやり”した性格で、周囲から“人形”のような印象を持たれるが、感情や意思が欠落しているわけではなく、前提知識や経験に乏しいため自己表現が異常に下手なだけである。子犬のように錬にくっついて行動していたため、錬からは弟のように思われている。
誕生してからエリザが死ぬまでの約3年間、エリザに従って規則正しく機械的にエリザの身の回りの世話をしていた。エリザの死から約1か月後、凍死寸前のところを偶然ロンドン軍に発見され、その指揮下に入り、ロンドン軍が〈人形使い〉専用艦艇として開発した［ウィリアム・シェイクスピア］を与えられた。ある日〔賢人会議〕に唆され、“人形ではなく、人間であるため”にエリザの残したデータを基に《世界樹》を育てて青空を取り戻そうとロンドン軍を脱走し、錬やフィア（を半ば騙す形で）の協力の下《世界樹》の種を発芽させるが、《世界樹》理論そのものに重大な欠陥があったため失敗に終わる。その際暴走した《世界樹》を制御すべく《世界樹》の制御中枢となった（エピソードVI）ため、7章までは《世界樹》から離れられなかった。

リチャード・ペンウッド … 『エリザベート・ザイン 唯一の弟子』
医学者であり《情報制御理論》の研究者。35歳前後（エピソードIV開始時点）でウィッテンと同齢。ヘイズやペンウッド教室の研究員からは「先生」と呼ばれている。
ブルネットのぼさぼさ頭に同じ色の無精ひげを生やし、東洋系の顔立ちだが青い瞳の、白人と東洋人のハーフの中年男性。生まれも育ちも生粋のロンドン人。「医学者の正装」と称して、いつも白衣と伊達眼鏡を身に付けている。銃を突きつけられても軍を敵に回しても平然としている胆力の持ち主。ヘビースモーカーで、自分で一日に吸う本数を決めて減煙しようとしたくせに様々な手を弄してその日の分より多く吸おうとする。
元はフリードリッヒ・ガウス記念研究所の大脳生理学科の学生で、エリザベート・ザインの教え子の中では最も優秀だった。教授として多くの学生を抱えていたエリザが自ら「弟子」と呼んだ唯一の人物である（当のエリザからは「使えない男」などと評されていたが、健三やウィッテンは「あの偏屈なエリザの弟子が務まっている時点でかなりの切れ者なのは間違いない」と述べている）。
空賊の家族を失ったヘイズを匿い育てた恩人でもあり、彼に《魔法士》として生きていくための知識と技術を教えた。ヘイズの“破砕の領域”“虚無の領域”を考案したのもリチャードである。
軍嫌いだったが、実践嫌いの師匠エリザベート・ザインが唯一作った《魔法士》に興味を持ち、ヘイズがファンメイの治療を頼みに来た際にはシティ・ロンドン軍の客員研究官として、情報制御研究部の所属となっていた（エピソードIV）。《世界樹》事件後は自治軍の根回しによって《世界樹》管理部門（通称ペンウッド教室）の技術室長にされてしまった。しかしその立場すら利用し、ファンメイや錬たちを保護している。その後、シティ・シンガポールを混乱に陥れたという“冤罪”で居場所を失ったフェイを匿い、資料も全く無い状態から1ヶ月半も経たない間に彼のサイボーグの体を解析し、完璧な調整を施すという天才ぶりを発揮した（エピソードIX）。

ペンウッド教室の研究生たち
ペンウッド教室が設立されるにあたり、シティ・ロンドン軍の各研究部から集められた研究員や学生たちで、総勢は50名を超える。
ロンドン軍における彼の《世界樹》および黒の水研究に興味を持ち、転属を望んだ若者たちが中心となっており、軍に従うよりリチャードの研究に協力することを楽しんでいる節がある（エピソードVII）。そして遂にはシンガポールの事件における〔賢人会議〕の放送をアクセス妨害し、シティ・ロンドン軍の司令部に秘匿するという重大な軍律違反を犯すまでになる（エピソードVIII）。研究生たちに言わせると「目先のことばっかりやってるシティの自治政府より先生の方がよっぽど面白い」「責任者が責任者だから」らしい。

李 芳美（リ ファンメイ） … 『龍使い』
#隔離実験施設《龍使いの島》参照。
小龍（シャオロン）
ファンメイの体を維持する黒の水の暴走（パターン2）を抑制すべく、シティ・ロンドンのペンウッド教室で開発された“ファンメイのもう一つの体”。ファンメイとリンクするための結晶体を核として、通常は結晶体を額に埋め込んだ小動物（主に猫や小鳥）の姿を取り、ファンメイの意思に反する行動を取ることでファンメイ本体の暴走を抑制している。ただし緊急時や戦闘時には、ファンメイの体の一部として自在に変形し、ファンメイの行動を補助する（エピソードVII）。後にペンウッド教室が開発した“黒の水の圧縮技術”が実用段階に入ったことで、同じ体積により多くの黒の水が詰め込めるようになった（エピソードVIII）。
なお額の結晶体は、シャオロンからファンメイに贈られた指輪を《情報制御》で変形させたものである。

北極海の地下集落の住民たち
北極側の大気制御衛星の下にある氷の中の、地下研究所跡の発電施設周辺に住み着いた人々。
第三次世界大戦初期に、《魔法士》1000人部隊によるシティ・オスロ殲滅戦で、偶然にも襲撃時に地下へ取り残されたため生き残った元シティ・オスロ住民たちである。当時オスロの地下施設のメンテナンスを担当していた技術者の老人ばかりで子供や若者はおらず、また全員例外なく《魔法士》を憎んでいる。祐一は町長と旧知の仲で、《魔法士》ながら特別に立ち入りが許可されているものの、全ての住民から信頼されているわけではない。なおこの老人たちの中にはフェイの父親も含まれており、互いにシティ・オスロ殲滅戦の際に死んだと思っていたが、フェイは2199年3月、北極会戦の際に撮影された地下住民たちの映像から、父の生存を知ることとなる。
大戦終結から約半年後、新たな住処を求めて放浪していたときに偶然、僅かな《情報制御》の痕跡を感知、《論理回路》式の迷彩で巧妙に隠された研究所跡を発見して住み着いた。その後は外部との接触をほとんど持たずに暮らしていたが、2199年3月の北極会戦に際し、その存在が発覚、紆余曲折の末に全員がシティ・ロンドンに保護された（エピソードVII）。その際、セラやファンメイ、エドと交流を持ち、命を助けられた恩義もあって自分たちの無知を自覚、《魔法士》に歩み寄る姿勢を見せた。

サリー・ブラウニング
シティ・ロンドンの最高指導者である首相。シティ・ベルリン攻防戦の後、通常人の存続を賭け《魔法士》の壊滅させるべく、シティ・マサチューセッツを囮にしたとある作戦を企図する（エピソードIX）。先の大戦時に軍人の夫と二人の子を敵国のとある《魔法士》によって失い、戦後に犯人を探し出して処刑したものの、恨みは晴れることなく現在でも《魔法士》に激しい憎しみを抱く。

### シティ・メルボルン跡地
カール・アンダーソン
メルボルン自治区のリーダーで、〔賢人会議〕ことサクラの支援者。その経歴から、「教授（プロフェッサー）」と呼ばれる場面も。
元は物理学者だが、研究に打ち込むより教壇に立つ方が多く、かつてはフリードリッヒ・ガウス記念研究所の付属アカデミーにて教鞭を取り、優れた後任の育成に力を注いできた。彼の講義は“前提知識さえ十分であれば誰もが理解できる”ほど分かりやすく、学生たちからは好評を得ており、ウィッテンからは「あんなに講義が上手い人は見たことない」と評された。ウィッテンや真昼の恩師でもある。エピソードIの序盤において、真昼に数学と歴史の教科書作り（読者にとっては世界観の説明をかねた）を依頼した「メルボルンの近くに学校を作ろうとしている奇特な人」とは、彼である。
天樹健三とは学生時代からの古い付き合いで、その伝によって有能な教え子だったアルフレッド・ウィッテンを健三と引き合わせた、言わば《情報制御理論》の陰の立役者の一人。真昼や月夜とも顔見知りで、誕生日やクリスマスにはプレゼントを贈ったりしていた。
大戦の最中シティ・マサチューセッツから逃亡したウィッテンをメルボルン内にかくまうも、大戦終結後に南極へと去った彼の頼みにより、サクラを実の娘のように育てた。真昼と月夜をメルボルンに招き〔賢人会議〕の支援を依頼したが、メルボルンに侵攻したシティ・モスクワ自治軍の攻撃に巻き込まれて死亡する（エピソードV）。

### シティ・モスクワ
幻影（イリュージョン）No.17 … 『幻影』
シティ・モスクワ軍のエージェントである《魔法士》。エピソードVのもう1人の主人公。外見年齢は17歳ほど、肉体年齢と実年齢の差は14歳ほど。誕生日は正確には不明だが、クレアの誕生より半年ほど後であり、2194年末から2195年初頭と推測される。愛称は「イル」。
マサチューセッツの〔ウィザーズ・ブレイン・ファクトリー〕で偶然誕生した規格外の《魔法士》の一人で、量子力学的制御により、自分自身を含めたあらゆる物質の存在確率を改変できる能力を持つ。しかし基本的な戦闘能力はI-ブレインを持たない通常人と変わらないため、空間の存在確率を制御して瞬間移動をしたり、接敵状態で自身や敵の存在確率を制御して“敵の体内に自分の指先などを挿入”しダメージを与えると言った戦法をとる。この戦法のため自身の“人間の部分”を鍛えており、武術の腕は一流以上。かつては“問題児”であったため、命令違反を犯さないよう、脳には様々な制御システムが埋め込まれている。また元々は《マザーコア》として作られたが、モスクワ軍の検査によりそのI-ブレインが《マザーコア》には不適格だと判明している。
白く染めた短い髪に青い瞳の、西洋系の少年。普段は小さく丸いレンズのサングラスをかけている。本来であれば負傷せず戦うことが可能だが、ある特殊な戦い方の為に身体には大小ありとあらゆる傷が残っている。その傷の深さは傷に傷が重なりすぎて再生処置でも消せないほど。言葉にモスクワなまりがあり、その台詞は大阪弁で表記されている（言語のなまりを日本語で表現すると大阪弁にあたるためと考えられる）。
その生まれから、クレアNo.7の弟、ディーNo.33の兄にあたる。しかしマサチューセッツを出るときに一度だけ会ったクレアからは「軍との共同作戦がやりにくくなった」と嫌われていた。
マサチューセッツで生まれた当初は、自身の境遇を知らず“普通の人間の生活”を夢見ていたが、偶然にも処分間近なNo.11の“姉”と出会い、真実を知ってシティと普通の人間を憎むようになる。そして任務に乗じて味方の作戦部隊を騙し壊滅させたため、処分される代わりにシティ・モスクワ軍に実験訓練生として出向させられた。そのモスクワ軍でも任務に乗じて敵味方問わず殺すような行動を取っていたが、ある任務で訪れた教会でイリーナと出会い、それを機に考えを改め、自分を犠牲にしてでもシティを守ろうとするようになった。その姿勢から軍、特に現場の兵士たちからの人望は厚く、彼のためなら命すら惜しくないという者もいる。基本的にヘイズと同じ熱血漢・人情家（そして苦労性）だが、多数を救うために少数を切り捨てられる非情さも兼ね備え、自己矛盾や少数を切り捨てる“罪”も自覚している。曰く「《マザーコア》に適した《魔法士》がいれば、シティを守るため非情に徹しその《魔法士》を捕らえることに全力を尽くすが、その《魔法士》が誰なのかを知らなければ、その《魔法士》には幸福になってほしい」とのこと。
《マザーコア》が停止しシティ・モスクワ崩壊の危機が迫る中、新たな《マザーコア》を盗んだ〔賢人会議〕を追ってメルボルンへ出向き、シティを守るためにサクラと全力で戦う（エピソードV）。以来、サクラとは内心で主義主張を認め合いつつも会う度に口喧嘩が絶えない関係。
メルボルンで〔賢人会議〕の協力者であった月夜を捕らえ（エピソードV）、シスター・ケイトの後見もあって、月夜を保護兼監視下に置く。しかし真昼を止めたい月夜によって半ば強引に、シティと〔賢人会議〕の戦いに巻き込まれていく。ニューデリーの事件以来《魔法士》が次々と〔賢人会議〕へ下る中、迷うことなくモスクワ軍に残り〔賢人会議〕と敵対するが、日に日に深まる《魔法士》と通常人の対立に困惑するようになる。

シスター・ケイト … 『計画者』
本名、ケイト・トルスタヤ。シティ・モスクワにある教会兼孤児院〔聖セラフィム教会〕のシスターであり、モスクワでの月夜とイルの後見人。38歳（エピソードV時点）。
見た目はただのシスターだが、大戦中は軍の作戦将校で「計画者（プランナー）」の異名を持ち、「将棋指し（チェスプレイヤー）」ことアニル・ジュレと作戦立案で互角に渡り合ったという世界的な有名人であり、リチャードも名前を知っていた。そのため軍とのパイプはいまだに太く、軍内では強い発言権を持ち、「今はただのシスター」と言いつつその権限を最大限に利用するしたたかな女性。イルの単独行動も彼女の支援があってこそ。
退役前の階級は少将。
南極衛星突入作戦の際に錬がシティ・ベルリンに拘束されたことで、世界再生機構の協力者であることが発覚。軍の監視下に置かれるものの、シティ・ベルリン攻防戦を前に、世界再生機構の件を不問にする条件として軍へ復帰し、中将の地位を与えられ、参謀本部の顧問として全軍の戦術行動の総指揮を執ることになる。

イリーナ
シティ・モスクワの孤児院のシスター。元はケイトの親友の娘で、戦災孤児となりケイトに引き取られた。2195年に死亡。彼女との出会いが、イルに大きな変化をもたらした。

天樹 月夜（あまぎ つきよ） … 『異能ならざる双子』
#シティ・神戸（及び近郊の町）参照。

セルゲイ・ミハイロヴィチ・ヤゾフ
シティ・モスクワの代表でありモスクワ軍の元帥。

### シティ・ニューデリー
アニル・ジュレ … 『将棋指し』
シティ・ニューデリーの12人の執政官の一人にして、その主席。エピソードVIのキーパーソン。31歳（エピソードVI開始時点）。
かつて大戦で活躍した後天性《魔法士》であり、タイプは〈炎使い〉。《魔法士》としての能力は平均程度ながら、指揮官として絶大な能力を持ち、大戦中は「将棋指し（チェス・プレイヤー）」の異名で恐れられた。大戦前の階級は中尉。大戦当時、対《魔法士》戦用《魔法士》として開発され猛威を振るった〈騎士〉を分析し、対〈騎士〉戦術のほとんどを考案した人物でもある。ヘイズとは偶然から知り合った仲で、その伝手でヘイズはサティのサポートを受けられるようになる。
かつては《マザーコア》反対派だったものの、現在は賛成派に鞍替えし、《マザーコア》交換計画を成就させるために動いている。しかし、それは弥生と同じ心臓疾患によって余命いくばくも無い自分の脳を次の《マザーコア》として使用する為であった。病気について周囲には秘密にしており、ヘイズにのみ明かしていたが、母も妹も実は密かに気づいており、敢えて気づいていない振りをしていた。

ルジュナ・ジュレ
シティ・ニューデリーの12人の執政官の一人。アニルの妹。《魔法士》ではない普通の人間だが、父が《マザーコア》となったことが原因で《マザーコア》反対派に属している。
兄アニルとは非常に仲が良く、大戦時は官僚として、兄を後援した。現在は《マザーコア》に対する考え方から対立する立場にあるが、本心から兄との対立を望んでいるわけではなく、無理をしているためか常に張り詰めたような緊張感ある雰囲気を漂わせていた。洞察力も非常に優れており、兄が病気を隠していることや、真昼が〔賢人会議〕の目的とは別の思惑を持っていることにも気づいていた。
アニル亡き後はニューデリーの主席執政官の座に就き、「兄の真似」と言いつつ、アニルを思わせる穏やかで余裕のある振る舞いを見せるようになる。

サティ・ジュレ
アニルとルジュナの母親。大戦前の飛行艦艇の知識を持つ数少ない技術者。［Hunter Pigeon］の修理、メンテナンスを請け負っている工房の主。
もとはニューデリーの技術総監（軍で言えば元帥クラス、命令を下せるのは元首のみ）であり、飛行艦艇の基礎を築き「飛行艦艇の母」「ニューデリーの守護神」などの異名で呼ばれた。［FA-307］の基礎部分の設計も行った（正確に言えば彼女の生み出した機体の設計が流出し、それを基にシティ・マサチューセッツが作り上げたのが後の［FA-307］である）。しかし夫が志願してニューデリーの《マザーコア》になったことから、ニューデリーを離れシティ外の小さな町で工房を営むようになった。

ラジェーシュ・ジュレ
アニルとルジュナの父親で、先代の主席執政官にして現在のニューデリーを支える《マザーコア》。
後天性《魔法士》で、大戦時におけるニューデリー軍の総司令官にして現在のニューデリーの礎を築いたニューデリーの英雄。

### シティ・シンガポール
フェイ・ウィリアムズ・ウォン
シンガポールの議員であり、VIIでは全権大使として〔賢人会議〕との交渉に赴いた。エピソードVIIのキーパーソン。
実はその身体は《魔法士》を暗殺するために作られたサイボーグであり、姿形をある程度の範囲内で自在に変えられる。フェイ・ウィリアムズ・ウォンという名前も本名ではない。
《魔法士》によって最初に殲滅されたシティ・オスロの出身で、それが原因で父母や妻を失い《魔法士》という存在を激しく憎むようになった。シティ・オスロ市民だった頃は戦いとは縁のない、ごく平凡な一般市民だったようである。

カリム・ジャマール
シンガポール首相。フェイのかつての上官。フェイが真昼との間で行っている情報流出に対しては全て見てはいるものの、未来のためになるとあえて見逃している。

リン・リー
〔賢人会議〕との同盟反対派のトップである議員。大きな目的のために少なからず出てしまう犠牲をよしとせず、そのために自らや同じく同盟反対派の議員と共に命をかけて同盟を妨害するための工作をしかける。

結城 沙耶（ゆうき さや）
#シティ・神戸（及び近郊の町）参照。

元シティ・神戸自治軍情報部特務第27小隊
シティ・神戸の崩壊時（エピソードI）に市民の救出に尽力し、「生き残った元神戸市民を守る」ことを最後の命令として現在も任務遂行する元神戸軍の情報部員30名。かつて他の元神戸市民と共に沙耶を保護していたため、沙耶とは互いに見知った仲でもある。
真田 遥人（さなだ はると）
第27小隊の隊長で、軍属時代は中尉。元神戸市民の安住の地を得るため、シティ・シンガポールの有力者とある取引を行なう。その取引や作戦などの詳細を守るため毒を飲み、一命は取り留めたものの記憶を失った。

一ノ瀬 日向（いちのせ ひなた）
第27小隊の副隊長で、軍属時代は少尉。シンガポールの事件の際、負傷し誘拐された天樹真昼の救出に協力する。その際に右足を潰し（エピソードIXでは左足）、事件後は治療のためシティ・ロンドン軍のペンウッド教室に身を置くことになる。

佐伯
第27小隊の隊員で、軍属時代は准尉。隊長の真田に忠実であるものの、義憤に駆られ、真田を失って抑制が利かなくなったこともあり、作戦途中から「守るべき元神戸市民」である沙耶を人質に取るなど暴走し始める。

### シティ・ベルリン
ホルガー・ハルトマン
シティ・ベルリンの最高指導者である首相。矮躯の老人。“雲”の除去システムを確保した〔賢人会議〕への対抗策として、残る六つのシティの《マザーコア》を〈天使〉フィアに接続、一時的に得た膨大な演算能力を用いた南極衛星へのハッキングを提案する。

### 〔賢人会議（Seer's Guild）〕
サクラ … 『もう一人の元型なる悪魔使い』
〔賢人会議〕を名乗り、《マザーコア》の救出に尽力する《魔法士》の少女。エピソードVの主人公にしてヒロインであり、全編を通じてもう1人の主人公とも言える存在。外見年齢は17歳ほど。誕生日は正確には不明だが、終戦前後の時期らしき描写がある。名前の発案者は真昼で、アルフレッド・ウィッテンから設計中の《魔法士》の名付けを頼まれた際「男だったら錬金術の“錬”、女だったら外で桜が咲いているから“桜”」と答え、それを聞いたウィッテンが「女の子で“桜”にしよう」と決めたもの。
《情報制御理論》創始者の一人、アルフレッド・ウィッテンが最後に遺した（と思われる）先天性《魔法士》で、錬と同じく〈悪魔使い〉。そのI-ブレインは真昼の考案したシステムを基に作成され、ウィッテンに「自らの最高傑作」と言わしめたほど。“並列”機能を持たないため錬のように二つ以上の能力を同時使用することはできないが、二つの能力を組み合わせて一つの能力にする“合成”が使える。服の下に大量のナイフを所持しており、主にそれと能力を組み合わせて戦う。錬の戦い方が相手の有利を徹底して潰してくるのに対し、サクラは自分の有利を無理やり相手に押し付ける戦い方をする。彼女の遺伝子は、実は単にアルフレッド・ウィッテンとアリス・リステルの2人の遺伝子を掛け合わせただけのものであり（偶然から真昼に見つかり「設計中の《魔法士》」と誤魔化した）、人工的に合成されて作られた点を除けば、2人の娘と言える存在である。アリスの遺伝子から作られた錬とはある意味姉弟とも言える関係。またヘイズ、ファンメイ達〈龍使い〉もウィッテン製作のため、彼等の妹ととも言える。
尖った印象を与える黒もしくは茶色の瞳、長い黒髪をツインテールにまとめた白人少女。また作者がTwitter内で明かした情報によると「全キャラクター中最も胸がない」との事。普段は全身黒のワンピースに黒い手袋という服装。
性格はツンデレ系。普段は無骨で冷静な口調だが熱くなりやすく、他人を頼らず何でも一人で背負い込む傾向があり、不器用な性格で人付き合いも苦手だが、根は優しく、助け出した子供たちには慕われている。しかし当初は人として幼く浅慮だったため、目上や年上の人物への礼儀が出来ていない、相手の思惑を図れず建前を信じ自分たちが利用されていることに気づかない、自身の意に沿わなければ碌に話を聞かないまま会話を打ち切ろうとしたり反発したり癇癪を起こしたりするなど、組織のリーダーに相応しい性格とは言えなかったが、真昼の忠告の下、他の人達と関わり組織の代表として振る舞う内に、だんだんとリーダーとしての風格や礼節、責任感を身につけてきている。
生まれて数ヶ月間ウィッテン共に生活していたが、その後カール・アンダーソンへ預けられ彼の“娘”としてシティ・メルボルン跡地で育った。当初は単なる便利屋として活動しており、偶然から《マザーコア》の少女と友人になるが、彼女が《マザーシステム》に組み込まれるのを防げず、止むを得ず見捨てて逃亡した過去を持つ。そのときの後悔から、《魔法士》を道具扱いするシティと《魔法士》の犠牲の下で生きる普通の人間を敵視するようになり、自ら〔賢人会議〕を名乗り、《マザーコア》に関する機密データを他の便利屋に盗ませたり、不本意にシティや軍の支配下に置かれている《魔法士》を解放したりしていた。カールが手配した《魔法士》たちが彼女の活動を手伝うこともあったようだが、基本的に1人で活動していた。
モスクワ軍のメルボルン侵攻に際し、シティから救出し匿っていた《マザーコア》たちを余所の地へ逃がすべく、協力者を求めカールを介して真昼と月夜に出会い、匿われた《マザーコア》と〔賢人会議〕を追ってメルボルンへ来た幻影No.17（イル）と激闘を繰り広げる。イルとの戦いの最中、自身の偽善を指摘されて一度は心折れ、真昼にもそれを見透かされるが、真昼の指摘で迷いを払拭、全世界を敵に回しても己の信念を貫くと覚悟を決め、再戦時にはイルをも畏怖させた。そしてテロリスト〔賢人会議〕として、真昼とディー、セラを従え、本格的に全世界へ宣戦布告する（エピソードV）。
その「少数でも愛すべき大切な人を守る為なら、他の罪もないシティにいる大勢の人の命すら厭わない」という、矛盾や独善に満ちた反社会的行為を行う姿勢や、「《魔法士》さえよければ人間はどうなろうと知ったことではない」という発言（エピソードVII〈中〉より）に対して、読者からは数多くの支持と批判が同時に寄せられた（ただ上記の行動や言動は〔賢人会議〕の代表というテロリストとしてのスタンスからくる発言でもあり、彼女自身も“実父”アルフレッド・ウィッテンや“養父”カール・アンダーソン、そして〔賢人会議〕参謀の天樹真昼と言ったI-ブレインを持たない人物を大事に思っており、実際に人間やシティにいる人達のことを全く考慮していない訳ではない）。
ただし「シティ2億人の命を守る。そのためなら少数を切り捨てることは厭わない」という全く逆の姿勢・立場にいながら、自身に勝るとも劣らない強い信念を持つ幻影No.17（イル）には心から尊敬の念を抱いている。またどちらか一方につかず、状況に流されているだけの錬の姿勢をコウモリと揶揄したりもした。
出会った当初は天樹真昼を「《魔法士》ではない普通の人間」という理由で拒絶していたが、成り行きで不本意ながら行動を共にするうち、その優れた才能を認め信頼を寄せるようになる。しかし真昼のからかうような能天気な態度と、痛いところを突いてくる鋭い言動、時折見せる優しさに、掴みどころのなさを感じて戸惑い、素直になれず、苛立ちをぶつけることもあった。しかしシンガポールの事件にて真昼の遺体を前に激しく慟哭し、彼への想いが恋であったことを自覚する（エピソードVIII）。
2199年2月に「全ての《魔法士》の原型」アリス・リステルの存在が全世界へ知られた（エピソードVII）ことを受け、2199年9月にアリスの遺伝子を受け継いだ“娘”であることを全世界へ向けて公言しており（エピソードIX）、かつて弾圧を受けた《魔法士》の始祖の正当な後継者と認識され《魔法士》通常人を問わず大きな影響力を持つようになった。
作者によると『天樹錬の裏キャラ』であり、エピソードI執筆中におぼろげに考えていた「錬がフィアを守れなかった可能性」を基に誕生したキャラクターとのこと。

天樹 真昼（あまぎ まひる） … 『異能ならざる双子』
#シティ・神戸（及び近郊の町）参照。

デュアルNo.33（ディー） … 『双剣』
#シティ・マサチューセッツ参照。

セレスティ・E・クライン（セラ） … 『光使い』
#シティ・マサチューセッツ参照。

《マザーコア》候補の子供たち
《マザーコア》に適した《魔法士》として製造され、エピソードV以前にサクラに救出された子供たちのうち、モスクワ軍のメルボルン侵攻に際し、メルボルンを脱出できなかった面々。そのままサクラの元に残り、真昼たちが加わった後は便宜的に〔賢人会議〕のメンバーとして扱われることになった。《魔法士》と通常人の対立が激化すると、《魔法士》である故に戦闘に駆り出されるようになるが、元々非戦闘用途であったことや精神も肉体も幼いこと、サクラの教育方針により戦闘行為から遠ざけられていたこともあって、その多くが戦闘後にPTSDを発症する。

### 無所属 （世界再生機構）
2199年2月の北極会戦の際、北極の大気制御衛星の“出入口”である転送システムを守るため、天樹真昼の発案で即席で作られた架空の組織。
代表は黒沢祐一（世界的な知名度から選ばれた）で、表向きは「如何なるシティにも与せず、はるか昔から人類全体のために大気制御衛星と付随するシステムを研究・管理している組織」ということになっている。
黒沢 祐一（くろさわ ゆういち） … 『黒衣の騎士』
#シティ・神戸（及び近郊の町）参照。

ヴァーミリオン・CD・ヘイズ  … 『異端なる空賊』
フリーの便利屋を営む《魔法士》の青年。エピソードIIのもう1人の主人公。外見年齢は20歳前後、実年齢は12歳（エピソードII開始時点）で、肉体年齢と実年齢の差は7歳ほど。現在登場している先天性《魔法士》の中では最年長。名前のうち、ヴァーミリオンは義父の息子から、ヘイズは義母の亡夫から、CDは義父と義母の頭文字から、それぞれ採られている。
大戦期に作られた先天性《魔法士》の一人だが、I-ブレインのほとんどの部分が演算素子に侵食され、記憶領域はほとんどなく、《魔法》を外部へ出力できないという特殊さから「出来そこないの《魔法士》」という烙印を押され、欠陥品扱いされた（言わば高性能GPUのみでメモリもモニタもキーボードもないコンピュータ）。しかし、その特殊なI-ブレインにより、地球を覆い永劫の冬をもたらし《情報制御》が不可能な「雲海」を突破し、航空艦艇を雲上まで航行させることが可能。そのため世界に3隻しかない雲上航行艦の一つ［Hunter Pigeon］のマスターも務める。本来は〈炎使い〉としてデザインされており、I-ブレインが演算素子に侵食されたのは偶然の産物である。
他の《魔法士》のように《情報の海》への干渉は出来ない（そのためノイズメイカーの影響を受けることもない）が、驚異的な演算速度による“未来予測”と、それを応用した情報解体攻撃“破砕の領域”“虚無の領域”を駆使して戦う。それらは基本的に“空気分子の配列の変化”、すなわち音によって“空気分子を材料に《論理回路》を形成”して発動する。主に指を鳴らす（俗に言う指パッチン）が、作中では靴の踵をタップダンスの要領で鳴らして発動させたこともある。そのためか日常生活でも指を鳴らす癖がある。他の武器として通常は拳銃を用いる。基本的に、攻撃をかわしつつ一瞬の好機を狙う綱渡りのような戦い方をする。
アルフレッド・ウィッテンの指揮下でマサチューセッツ軍の研究所で誕生したが、研究のためメルボルン軍に売り渡される際に空賊〔人喰い鳩(Hunter Pigeon)〕に盗み出され、名前と家族・安寧の場所を得た。雲上航行艦［Hunter Pigeon］とハリーを得たのもこの頃。後に空賊団がメルボルン軍に壊滅させられた際、唯一生き残って逃走、リチャード・ペンウッドと出会い生きていくための術や《魔法士》としての戦い方を教わった。
マサチューセッツ出身のため、ファクトリー出身のクレアたちとは兄妹とも言える関係。またウィッテンが製作したため、〈龍使い〉の4人やサクラも彼の弟妹と言える。しかし生みの親とも言えるウィッテンに対しては、自身を欠陥品扱いし処分されそうになった原因であるため、嫌悪感しか持っていない。大戦後に傭兵として世界を放浪していた祐一と、偶然から一度だけ共闘したことがある。
標準的な白人青年だが、地毛かどうかを疑いたくなるほどの濃く鮮やかな赤毛で、前髪の一房を真っ青に染めている。左目は薄茶色、右目は研究所時代に研究員のミスにより失い、現在はリチャード特製の赤色の義眼を入れている。義眼の内部は空洞で、特殊な針を用いることで開く、隠し収納カプセルとなっている。
一見クールでやる気が無いような装いだが内心は熱血漢で、困っている人を見たら放っておけないお人好しな性格。しかしそれによって損な役回りを引き受けることも多く、年中赤字で借金まみれの生活を続けている。服装などで無闇に「赤」に拘る傾向がある（なお、彼の名前の「ヴァーミリオン」は燃えるような赤色のことである）。
シティ・神戸の崩壊を受けてヒマラヤ山脈上空の《龍使いの島》の存在が判明した際、シティ・モスクワの依頼で《龍使いの島》の実験サンプルを奪取すべく潜入し、当の「実験サンプル」であるファンメイたちと出会う。しかし元来のお人好しな性格から、ファンメイたちに肩入れしシティ・モスクワの依頼を一方的に破棄、モスクワ軍に追われる身となり空賊〔人喰い鳩(Hunter Pigeon)〕として空賊家業を再開した（エピソードII）。現在では世界で唯一の空賊である。その後、ファンメイの治療のため一時的にロンドン軍に雇われるが、エドと《世界樹》の種を追ってエリザベート・ザインの研究施設を捜索する中で、《論理回路》の実用化や大気制御衛星について疑念を抱くようになり（エピソードIV)、その謎を追ってロンドン軍を脱走し独自に調査を始める。
北極衛星で発見されたウィッテンの日記により、彼が欠陥品扱いされ空賊に強奪されたのは実はウィッテンが意図して仕向けた策だったことが発覚し、ウィッテンに対する嫌悪感もいくらか和らいだようである。
なおクレアに好意を抱かれているが、本人がそれに気づいているような描写は今のところない。

ハリー
雲上航行鑑［Hunter Pigeon］に搭載された管制システムの擬似人格プログラムで、ヘイズの相棒。ヘイズの初めての友人。四角いディスプレイに横棒三本（二本が目、一本が口といういわゆる漫画顔）という姿で出現する。妙に表情豊かで性格は明るく、ヘイズとは以心伝心の仲 (?)。もとはシティで開発されたものだったが、あまりに個性的過ぎたことから(ホログラムディスプレイを移動させる、スピーカーに飛び込ませる等無闇に芸が細かい)破棄されそうになっていた所を、空賊〔人喰い鳩(Hunter Pigeon)〕によって強奪され、そのまま彼らの一員(?)となった。
ハリーが言い出した事は［Hunter Pigeon］内ではほぼ決定事項となるらしい。

クレアヴォイアンスNo.7（クレア） … 『千里眼』
#シティ・マサチューセッツ参照。

### 《情報制御理論》創始者
かつては揃ってフリードリヒ・ガウス記念研究所に所属しており、その時期に《情報制御理論》が創始された。
天樹 健三（あまぎ けんぞう）
《情報制御理論》創始者の一人。世界最高の物理学者。錬を作った人物であり、月夜と真昼の父。
かなりの長身で肩幅も広く、一分の隙も無い服装や振る舞いは財界の大物にしか見えず、社交的で政財界に強いコネを多く持つ。錬が生まれた日に肺炎で他界。錬を作った頃には既に自らの死を予見しており、自身の死後に独り立ちするであろう錬へ向けてメッセージを残していた。その中で世界で将来起こるであろうことを予想し、彼の予想が全て現実のものとなっていることで錬を驚かせ、その後の未来を導くために錬を生み出したことを明かす。
研究を行なうのはあくまで自身の好奇心や探求心を満たすためであり、「科学の法則は人間の思惑と無関係にそこにあるもので、原理が悪用されたからといってそれを発見した科学者、ひいては理論そのものを糾弾するのは間違いであり、糾弾されるべきはあくまでも悪用した人間である」という自論を持つ。故に、攻撃を受けてもあえて「そんなことは私の知ったことではない」と笑っていた。
アルフレッド・ウィッテンの友人にして師と言える人物でもある。エリザとは「喧嘩するほど仲がいい」の典型ともいえる友人同士だった。

エリザベート・ザイン
《情報制御理論》創始者の一人で、I-ブレインの生物学的構造とその育成過程の基礎理論を生み出した、大脳生理学の歴史的権威。現在は故人。愛称は「エリザ」。
自身の手では実験を一切行わず、データ上の仮定と思考実験だけで、実用的かつ完璧な“机上の理論”を次々と生み出した特異な研究者であり、アルフレッド・ウィッテンいわく「怪物」、天樹健三いわく「天才」。理論の現実的な実践には一切の興味がなく「実践など必要ない」が口癖で、ただ美しい理論を構築することに注力していた。そのため健三やウィッテンと異なり《魔法士》を作ることはなかったが、晩年に生涯唯一の作品として〈人形使い〉エドワード・ザインを生み出した。エドを作った理由は「退屈を紛らわすため」としているが、「健三からは孤独に負けたかと笑われるだろう」と予想もしている（気に入ってはいたらしく、日記で「なかなか気が利く」と彼女にしては珍しく褒めている）。
効率を何より重視し無駄を嫌う性格で、人付き合いも悪く、最晩年のエドと二人だけの生活サイクルは機械のように正確かつ単調だった。またバーベキューをするにしてもクラッカーを鳴らすにしてもいちいち「不合理だ」「もっと効率のよいやり方もあるだろうに」などとこぼし、その度に健三にたしなめられていた。周囲からは「社会不適格者」「偏屈な変人」と評され、並みの人間では相手が務まらなかったようである。しかしアリスとの交流を経て心境の変化があったらしく、晩年には弟子を取ったりきちんとした食事を採るようになったりエドや《世界樹》の種を作ったりしている。
西暦2189年に《世界樹》の着想を得て思考実験を繰り返し、偶然から2191年2月に《世界樹》の種を作ったものの、とある重大な欠陥に気づき、実験を放棄したようである。しかし《世界樹》に関するデータは後に誤ってエドに記録され、エドが《世界樹》事件を引き起こす遠因となった。
西暦2195年3月、シティ・チューリッヒ跡地に近い研究所にて、ウイルス性の内臓疾患で死亡。書類の年齢や生年月日の欄に大きく一言「不詳」と書いてそれで通してしまったため、冗談でなく年齢不詳だが、遺体が発見された場面では「30代半ばの女」と描写されている。
彼女が使っていた《情報制御理論》の誕生以前のプラントには、《論理回路》によって隠蔽された隠し部屋が存在する。
科学研究に対する姿勢は基本的に健三と同じだが、非難されない代わりに賞賛も受け取らないつもりで、ただ理論の完成に邁進する道を選んだ。
健三とのやりとりは、ウィッテンに「仲がいいのか、いがみ合っているのか」と言われていた。

アルフレッド・ウィッテン
《情報制御理論》創始者の一人で、わずか17歳で《情報制御理論》の論理体系を完成させ、史上最大の天才と呼ばれたほどの数学者。エピソードVIIの主人公。アリス・リステルと同世代で、現在は所在不明。誕生日は2163年9月27日。他の登場人物の多くからは「ウィッテン」と呼ばれるが、アリスからは「アル」と呼ばれていた。
天性の優れた数学者で、新たな何かを生み出し実践するより、既に在るものを解析し理解することを得意とする。主に《情報制御》に関する様々な理論を発表したほか、健三やエリザとは異なる着眼点からの発想を提示し、彼らの研究に刺激を与え推進させるような存在だった。後に《魔法士》を開発するため、本来は専門外である物理学や脳神経学などを学んだが、元々新しいものを生み出すのは不得手だったため、《魔法士》の“失敗作”を生み出したり、〈悪魔使い〉のシステムを完成させるのに10年近い歳月を費やしたりしている。
金髪の白人男性。数学者としての才能を除けばどこにでもいるようなごく普通の若者であり、科学に対し“全ての人々を幸福にするもの”という夢を抱いており、それゆえに“大人の事情”には思いも及ばず建前を信じ切っているような、ある意味純粋な若者。それ故に大人になり世間を知るにつれ、理想と現実の齟齬に苦しむこととなる。真昼とは年の離れた友人でもあり、三次元将棋における真昼との対戦成績は137勝512敗。遺伝子的にはサクラの父親に当たり、サクラからは「父様」と呼ばれている。
“正体不明の脳の病気”の患者としてフリードリッヒ・ガウス記念研究所へ来たアリス・リステルと出会い、交流を持つうち、互いに惹かれ合い恋人同士となる。その一方で健三やエリザと協力し合い、アリスのI-ブレインを研究して《情報制御理論》の基礎を築いた。しかしある日ニューデリー軍の襲撃を受けて、アリスの立場を初めて理解し、普通の暮らしができない彼女のため「《魔法士》の存在が当たり前になり、アリスが普通に街を歩ける世界を作ろう」と考え《魔法士》開発に邁進するようになる。健三やエリザからは《魔法士》開発から手を引くよう勧められたが、それを良しとせず世界各地を転々とし《魔法士》開発に打ち込むものの、その結果がどうなるかまでには考えが至っておらず、結局それが裏目に出てしまった。
サクラの遺伝子を設計したのは2184年頃で、偶然見つけた真昼には「設計中の新しいタイプの《魔法士》」と説明したが、真実は「自身とアリスの遺伝子を掛け合わせたら（すなわち二人の間に子供ができたら）、どんなI-ブレインが誕生するのか」を確認していただけであった。
誕生間もないサクラをカール・アンダーソンに預けた後「なくしたものを取りに行く」と南極へ発ったきり消息不明になる。後に北極上空の大気制御衛星内で癌により死亡しているのが確認された。
実の娘とも言えるサクラを始め、作中に登場する多くの《魔法士》たちに関わりを持っている（ヘイズ、ファンメイ、シャオロン、ルーティ、カイ、サクラなど）。

アリス・リステル
《情報制御理論》が創始される発端となった、生まれつき脳内にI-ブレインを持った少女。エピソードVIIのヒロイン。アルフレッド・ウィッテンより11か月年下で、現在は所在不明。誕生日は2164年8月27日。
“全ての《魔法士》の原型”となった人物。《魔法士》としてのタイプは明確でないが、本来であれば特定の機能に縛られずあらゆる物理定数や物理法則を書き換えることが可能。彼女のI-ブレインを研究した副産物として《情報制御理論》、及び《魔法士》は生み出された。大戦前に製造されたあらゆるコンピュータや後天性《魔法士》よりはるかに優れた演算能力を持っていた。
黒い髪に青い瞳の白人女性。料理上手なごく普通の少女で、優しく寂しがり屋で、愛する人との平穏な普通の生活を求めていた。遺伝子的にはサクラの母親に当たり、サクラからは「母様」と呼ばれている。
元々は北欧系のシティ出身で、両親の病死後にニューデリーの親戚へ引き取られ、“正体不明の脳の病気”によって長らく入院していたが、研究者の手に余り、当時フリードリッヒ・ガウス記念研究所に所属していた大脳生理学の権威エリザのところへ送られた――ということになっているが、入院先の正体はニューデリー軍の施設であり、軍事利用を目的として彼女の能力を研究していたが、10年を費やしても研究が進まず解体されることになった彼女を、研究者が密かに手回ししてフリードリッヒ・ガウス記念研究所に逃した、というのが真相。
その特異な能力のためニューデリー軍から狙われており、また真相が知れればシティ同士の激しい争奪戦が予想されることから、常に身を隠されており普通の暮らしができずにいた。しかし同世代のアルフレッド・ウィッテンと出会い、恋人同士となったことでひと時の安らぎを得る。やがて彼女の存在を察知した各シティの目から逃れるため、大気制御衛星の中に《情報制御》で作られた隠れ家へ住むことになるが、ある日健三のアイディアで既存の予測システムが計算できない“世界の未来”を予測演算することになり、大気制御衛星が暴走を起こした2186年5月14日、衝撃的な“世界の解”を知ってしまう。

## 設定

### 《情報制御理論》
《情報制御理論》とは、平たく言えば「超高速のコンピュータには物理法則を改変する能力がある」という理論である。天樹健三によって命名された。
2179年10月ごろより、流出元不明の極秘データを元に作られたアンダーグラウンドな最新型コンピュータの使用中、物理的には起こりえない謎の現象が頻発するようになり、それらの現象を研究したフリードリッヒ・ガウス記念研究所の所員3名（天樹健三とエリザベート・ザインとアルフレッド・ウィッテン）により2180年に発表された。
その詳細は「世界は我々が一般に認識している現実世界の他に、《情報の海》という側面を持っている。現実世界と《情報の海》は言うなれば合わせ鏡のように互いに干渉し影響し合っており、故に、ある一定以上の（非常に速い）演算速度を持つコンピュータを用いて情報を押し付け《情報の海》を書き換える事で、《情報の海》とリンクした現実世界も改変する事が出来る」というもの。《情報の海》を介して現実世界を改変することを指して《情報制御》と呼ぶ。
改変できるのは、主に物理法則（物理定数）である。ただしアインシュタインが相対性理論で明らかにした「物体は光の速さ以上で移動できない」など、ごく基礎的、根幹的な部分については改変出来ない模様。
人類はこの理論に基づいた技術により熱力学の第2法則「エントロピー増大の法則」を突破し、永久機関の創造に成功している。
しかし学会に発表された2180年以前から、秘密裡に《情報制御理論》が実用化されていた形跡が見られ、物語全体の謎のひとつとなっている。
本作品最大の特徴であり、これによって様々な特殊能力に説得力を持たせているが、この設定はよくも悪くも物理学を基幹としているため、理解が難しいとの意見がある。また2巻以降ではこの描写が簡略化されているため、「1巻目が山場、2巻目以降読みやすい」との意見がある。

### 《論理回路》
《論理回路》とは、《情報制御理論》に基づき《情報の海》に干渉できる幾何学的なパターンを組み合わせ、限定的な《情報制御》を行うための模様。物体に刻印することで「大きな空間をごく小さな場所に押し込める」「銃弾の加速性を上げる」「物体の強度を高める」など通常の物理法則を超えた様々な効果を発揮する。
精密さが必要なため、原子や分子単位で模様を調整する必要があり、特に金属に刻印されることが多いが、金属以外の固体はもちろん、液体や気体と言った不定形の物質など、“模様”を形成できるものであれば、およそどんなものでも《論理回路》を形成できる。また、固体に刻印した《論理回路》は効果も固定されるが、時間とともに変化する流動的な物質で形成された《論理回路》は、時間の変化に伴い《情報制御》が同時に行われるため、より大きな効果を持つ。
ヘイズの『破砕の領域』『虚無の領域』は空気分子を“音”で位置調整して《論理回路》を生成し、時間とともに変化させることでより大きな効果を得ている。
「論理回路」と呼ばれる物は実在するが、ここで説明する《論理回路》とは無関係である。詳しくは論理回路を参照。
変異同素体、不安定同素体
《論理回路》によって分子構造を「“本来ありえない形”に固定することで作られた物質。当然ながら《論理回路》が壊れれば崩壊する。
ミスリル
銀の変異同素体。情報的にも物理的にも高い強度を持ち、主に騎士剣の刀身など刃物に使われている。
メルクリウス
水銀の変異同素体。《論理回路》により疑似的な生体情報を付加されているため、ゴーストハックを受けるのに最も適した性質を持っているが、〈騎士〉の情報解体には弱いらしい。〈人形使い〉の搭乗を前提として建造された飛行艦艇［ウィリアム・シェイクスピア］の外装にも用いられている。
〈人形使い〉も参照。

### I-ブレイン
I-ブレインとは、《情報制御理論》に基づいて《情報の海》に干渉し、《情報の海》を書き換える生体量子コンピュータ。Informational-Brain(『情報を扱う脳』)の略であり、天樹健三とエリザベート・ザインによって命名された。
具体的には、人間の脳の一部が異常発達してできた“新しい器官”であり、前頭葉に位置する僅か100グラム足らずの神経細胞の塊。内包されている神経網は“論理的には通常のコンピュータと完全に同じ構造を持って”おり、「CPU」、「主記憶装置（メインメモリ）」、内蔵された「補助記憶装置」、および「《情報の海》への接続部位（入出力装置）」などの構成要素からなるとされる。また通常の脳に“視覚化された映像”を送り込むグラフィック処理系まで備えている。
《魔法士》の“使える魔法”を決定付ける代物であり、原則として特定の物理法則（物理定数）のみを書き換えることへ特化しており汎用性は低い。ただしI-ブレインの性能が低くても、経験（祐一など）や性能を最大限に活かした使用法（ヘイズ）などによってそれをある程度補うことも可能である。
また、あらゆる物理法則（物理定数）を書き換え可能な汎用性の高いI-ブレインも存在しており、「全ての《魔法士》の原型」であるアリス・リステルのI-ブレインが相当する。
ただしあくまでもコンピュータとしては“ハードウェア”の部分だけであり、その機能を最大限に活用するための“ソフトウェア（オペレーティングシステム含む）”は別に用意する必要がある。I-ブレイン内にOSを始めとするソフトウェアがない状態でも《情報の海》への干渉そのものは可能だが、I-ブレインの持ち主の感覚頼りになるため効率が悪くなり、その真価を発揮することはできない。
またI-ブレインもコンピュータの一種であるため、外部の電子機器と接続することで、《情報の海》を介さず通常のコンピュータと同様に扱うことも可能。作中では天樹真昼が錬の戦闘プログラムを調整したり、黒沢祐一が独立型データベースへのクラッキングを試みたり、アリス・リステルが外部記憶装置に保存されたプログラムを稼働させたりしている。
性能
I-ブレインの構造と性能は、製造および調整時に決定する。そのため演算速度が性能劣化により遅くなることはあっても、早くなることは無い。また持ちうる能力も製造および調整時に固定され、以後変化することは一切ない。これは極めて特殊な構造のI-ブレインを持つ〈悪魔使い〉であっても同様（〈悪魔使い〉は、〈騎士〉など他の《魔法士》の能力を模倣できるが、I-ブレインの構造自体は〈悪魔使い〉のものである）。また、きわめて正確な体内時計が搭載されており、I-ブレインを持つものは、時計を持たずとも正確に時間を知ることが出来る。ただし時差についてどう扱っているかは不明。
取得方法
I-ブレインは後天的に取得するものと先天的に獲得するものがある。
後天的なI-ブレイン取得
《情報制御理論》創設初期（大戦前）には、倫理面の問題もあり後天的な取得が一般的であった。これは能力を設定したI-ブレインを組織培養し、主に軍人から募った志願者の脳に手術で埋め込むというものである。そのため多くの後天性《魔法士》は、軍の一部門である《魔法士》研究機関に所属する実験体、という扱いになっている。大戦前には臓器移植の一種という感覚で行われていたが、埋め込み手術は成功率が低いらしく、死者も出る模様。大戦後は先天性《魔法士》が一般的になったため、自然と廃れており、2199年現在I-ブレイン埋め込み手術の技術を保持しているのはシティ・ニューデリーだけとなっている。
埋め込み手術の際には、I-ブレインに対する拒絶反応が起きないよう、被験者は遺伝子の改変手術も受ける。このため後天性《魔法士》の遺伝子が子供に遺伝する可能性も、理論上は在り得る。
後天的にI-ブレインを取得した場合、“肉体とI-ブレインが一致しない”可能性が高いため、《情報制御》が脳に与える負荷が大きく、先天性《魔法士》に比べ能力は低くなりがちなうえ、脳の旧皮質が壊死する現象（フリーズ・アウトと呼ばれる）が起こりやすい。
先天的なI-ブレイン獲得
先天的に獲得する場合は、専門家やプログラムなどにより遺伝子を設計され合成される、または自然発生（つまりは生殖行為の結果により生まれた子への遺伝）する、という2パターンがある。
遺伝子操作による先天的なI-ブレイン獲得
遺伝子を設計され合成される場合、その《魔法士》に生物学的な親は存在しない（遺伝子のモデルがいれば遺伝学的な親は存在しうる）。設計された遺伝子にはI-ブレインの構造も組み込まれているため、生まれる前から《魔法士》のタイプは決定しており、“肉体とI-ブレインの不一致”も起こらない。
ただしI-ブレインの成長は偶然に頼る部分も多く、擬似記憶によって人間として成長させて脳への刺激を与えないと、神経回路の生育に障害をきたし、I-ブレインが正常に機能しないことがある。そのため設計された遺伝子は、受精卵のときから培養槽で管理されて成長し、電気刺激により成長促進されるため、肉体年齢が実年齢と一致しない。大戦前は技術的には可能なものの倫理面の問題から忌避されていたが、大戦期に「兵器」として生産されるようになり、大戦後はこの手法での生成がほとんどである。
自然発生による先天的なI-ブレイン獲得
《魔法士》能力が遺伝する可能性は天文学的な確率とされ、自然発生した《魔法士》はこれまでに例がない。セレスティ・E・クラインは母親と同じ〈光使い〉であり、《魔法士》が自然発生した史上唯一の例とされた。
しかし実は、現在の《魔法士》能力の遺伝率は人工的に抑制されたものであり、本来であれば片親が普通の人間でも子供が《魔法士》となる確率は9割を超える。最初に《魔法士》が作られる以前の2182年12月、《魔法士》が通常の人間に取って代わることを恐れた〔地球連合〕は、全ての《魔法士》を管理下に置くべく、極秘裏に“《魔法士》開発の基本ルール”のひとつとして《魔法士》能力の遺伝を抑制することを決定、《魔法士》の基本設計に解除不能なプロテクトを組み込み、同時に《魔法士》の自然発生を抑制するウイルスを散布した。しかしそれらのプロテクトを施す以前より、既に突然変異により自然発生した「全ての《魔法士》の原型」アリス・リステルが存在していたことを〔賢人会議〕が2199年に明らかにした。
ソフトウェア
I-ブレインは、そのI-ブレインに最適化されたオペレーティングシステムとそのOS上で動作するアプリケーションを利用することで、能力が飛躍的に向上し、その真価を発揮する。
作中の描写によるとI-ブレイン用のソフトウェアは、通常は書き換え不能な《基礎領域》と、必要に応じて《魔法士》タイプに応じた《魔法》を発動させるアプリケーションの存在が確認できる。それらのプログラムは遺伝子設計の段階で《中枢領域》に組み込まれるらしい。
また〈悪魔使い〉の2人は「通常は書き換え不能な《基礎領域》を後天的に書き換えられる」とされる。これは、能力を特化した《魔法士》のI-ブレインと異なり、《中枢領域》にOSやアプリケーションが書き込まれていない「まっさらな状態」とのこと（エピソードIVより）。
《基礎領域》
作中の描写が少なく詳細は不明だが、アルフレッド・ウィッテンがI-ブレイン用オペレーティングシステムを開発する描写（エピソードVII）から、特定の物理定数を書き換えることに特化したI-ブレイン用OS、あるいは《魔法士》の記憶領域のうちI-ブレイン用OSが常駐している領域を指すと推測される。
〈悪魔使い〉の2人の場合、作中の能力使用時の描写から、特化したOSを複数持つマルチブート方式（錬は各デーモンが、サクラは各○○制御がOSに相当）とも推測できるが、こちらも詳細は不明。I-ブレインの限られた記憶容量を圧迫するため、OSの性能を落とすことで容量を削り、記憶容量の空きを確保している可能性がある。また能力を切り替えるたびにOSを起動し直す必要があるため、OSの性能を落とし容量を削ることは、OSの起動速度を速める効果もある。

### 《魔法士》
《魔法士》とは、脳内に“I-ブレイン”を保有し、《情報制御理論》に基づいて《情報の海》に干渉し《魔法》を行使出来る者を指す。正式名称はウィッテン・ザイン型《情報制御》能力者。I-ブレインの性能にもよるが、1人の《魔法士》がI-ブレインを持たない一般兵の数十人から数千人にも匹敵する、貴重で脅威的な戦力である。
《魔法士》たちが使う《魔法》には、“炎や氷の矢を投げつける”“常人をはるかに上回る身体能力を発揮する”“物質が生き物のように動き回り襲いかかる”などがあり多種多様である。ただし、《魔法士》の《情報制御》は電磁場の乱れに極端に弱いため、対《魔法士》用兵器であるノイズメイカーを使用することで《魔法》の発動を阻害できる。
1人の《魔法士》が使える《魔法》は、その《魔法士》が持つI-ブレインに左右される。I-ブレインは原則として“特定の物理法則（物理定数）のみを書き換える”ため、I-ブレインが“どの物理定数を書き換えるか”によって使える《魔法》は限られており、本質的に“決まった系統の《魔法》しか使えない”うえに、これを後天的に変更することはできない。すなわち、“炎や氷を生み出す《魔法士》”は超人的な身体能力を発揮したり物体を生き物のように操ったりはできず、“超人的な身体能力を発揮する《魔法士》”は炎や氷を生み出したり物体を生き物のように操ったりはできず、“物体を生き物のように操る《魔法士》”は超人的な身体能力を発揮したり炎や氷を生み出したりはできない。
唯一の例外は、あらゆる物理法則（物理定数）を書き換えることが可能なI-ブレインの持ち主だが、彼らのI-ブレインにも限界があり、全ての《魔法》を無条件に使えるわけではない。また重力制御のように、異なる系統の《魔法》ながら（原理は異なるが）同等の効果を持つ場合もある。
なお同じタイプのI-ブレインでも（生体コンピュータであり成長を偶然に頼る部分も多いため）個々の性能には差があり、そのため《魔法士》は性能によってランク分けされている。最高ランクの《魔法士》は第一級（ランク1、カテゴリーA、A級）と呼ばれ、以下第二級（ランク2、カテゴリーB、B級）、第三級（ランク3、カテゴリーC、C級）の存在が確認できる。ランクによる性能差は著しく、基本的にB級《魔法士》がA級《魔法士》に勝利することは難しい。しかし、《魔法士》同士の戦闘は性能の優劣よりも経験・戦略・ブラフ・相性が物を言う場合が多く、戦闘経験豊富なA級《魔法士》一人で数人のA級《魔法士》を相手にしたり、B級《魔法士》がA級《魔法士》と一対一で対抗することも可能。
使える《魔法》の系統が決まっているため、《魔法士》はいくつかのタイプに分かれている。主なタイプは、それぞれ〈炎使い〉〈騎士〉〈人形使い〉と呼ばれる3種で、作成もこの3種が多く、大戦前には数千人単位で、2198年現在でも大戦後に作成された《魔法士》を含めて数百人程度が存在するとされる。
また、この3種以外の特殊な《魔法》系統が使える「規格外」の《魔法士》も存在しているが、その数は系統ごとに1人から数人程度と、ごく少数である。ただし、作中で「規格外」とされる《魔法士》の多くは“意図的に作られたものの、様々な理由で稀少な存在のため「規格外」とされている”だけであり（〈悪魔使い〉や〈龍使い〉や〈光使い〉、未登場の電磁場制御能力者など）、“意図せず偶発的に誕生した、真の意味で「規格外」”の《魔法士》は、ヴァーミリオン・CD・ヘイズとウィザーズ・ブレイン・ファクトリー出身者のみと言える。
《魔法士》のタイプによっては、その特性を最大限に生かすため、特性に応じた外部の補助デバイスを用いる。〈騎士〉の騎士剣、〈人形使い〉の特殊金属メルクリウス、〈龍使い〉の黒の水、〈光使い〉のD3などである。
彼らの使う《魔法》の正体は、I-ブレイン内で動作する《情報制御》を行なうコンピュータ・プログラム（＝アプリケーション、ソフトウェア）である。I-ブレインの構造により最適なプログラムが異なるうえ、《魔法》を保存するにも動作させるにも膨大なI-ブレインの容量が必要なため、原則として複数の《魔法》を同時には使用できない。複数の《魔法》を保存し動作させようとしてもI-ブレインの容量が追いつかず、無理に動作させても実用に耐えない中途半端な性能の《魔法》になってしまう。なお《魔法》はコンピュータ・プログラムであるという性質から、後天的なアップデートやコピーも（理論上は）可能。〈悪魔使い〉は《基礎領域》を持たないことで、通常の《魔法士》の数倍以上のI-ブレインの容量を確保している。しかし使える《魔法》は簡単にいうと劣化コピーであり、あくまでも“仮想的に動かす”エミュレーションであるため、その《魔法》系統に特化したA級《魔法士》に比べると個々の精度や威力は劣る。ただしそれを上回る選択肢の多さから、戦術の組み立てかた次第で相手を凌駕することもでき、決して総合的に劣る訳ではない。
元々は、大戦前のシティのエネルギー源である太陽光と核融合のうち、核融合の燃料資源の枯渇に伴い、《情報制御》によってエネルギー問題を解決すべく西暦2183年に実用化された技術である。西暦2180年代後半には様々なタイプの《魔法士》の研究がされたが、エネルギー問題の解決を見る前に第三次世界大戦が勃発し、《魔法士》研究は軍事目的へと傾倒していった。
以下では各規格について紹介する。なお、物語は「規格外の《魔法士》」を中心に展開されている。

#### 〈騎士〉
近接戦闘特化型《魔法士》。より正確には運動係数制御特化型《魔法士》であり、各種の運動係数を書き換えることにより身体能力制御、情報解体、そして自己領域を使用することが出来る。最初期に開発された一般的な《魔法士》の型の一つで、能力の性質上、個人戦、特に対《魔法士》戦では最強と言われるが、一対多の戦闘には不向き。そのため大戦当時は一般兵を相手取る機会が少なく、「大戦当時《魔法士》でない一般兵を殺さなかった」として英雄視される傾向にある。大戦時には1000人以上が生み出されたが、そのほとんどが戦死した。
数少ない弱点は、自己領域と他の能力を同時に使えないことであり、また自己領域を展開したまま接敵すると使用者の方が不利になること。そこで接敵する際には自己領域から身体能力制御への切り替えを行なうが、切り替え時に発生する僅かな（しかし身体能力制御で加速できる〈騎士〉にとっては大きな）タイムラグは、〈騎士〉にとって能力を使えない時間であり、その隙を突かれるとなす術もない。
《情報制御理論》が発表された後、当時はまだ理論上の存在であった「I-ブレインを持つ人間」を生み出す最初の開発競争が行われていた頃に、シティ・神戸自治軍の情報制御研究部〔天樹機関〕で開発された最初期の《魔法士》。《情報制御理論》創始者の1人である天樹健三が開発に関わっている。〈騎士〉の基本戦術や訓練法、騎士剣と言ったものも〔天樹機関〕で開発されたものが基礎となっている。
作中では七瀬雪や黒沢祐一を始め、各シティ自治軍に所属する端役の軍人など、数多く登場する。
なお〈騎士〉に必要な要素は、最適な運動を行うための脳や神経の機能であり、そのためには身体能力がかえって邪魔になる。なまじ運動能力が高かったり、既存の戦闘術が身についていると、それが却って効率的な〈騎士〉の動きを阻害するようである。曰く「I-ブレインの運動加速を前提とした完璧な動きは人間の本能と矛盾する」ため、“真の〈騎士〉戦闘”を体現するには「普通の感覚を全て捨てないと駄目」「既存の剣術の常識を全て捨てる所から始まる」ものであり、「なまじ運動が出来ると筋肉に頼ってしまっていけない」らしい。
一般的な〈騎士〉の戦闘訓練法は、既存の軍隊格闘術をベースに各シティの研究者が組み上げたものだが、上述の理由から、それらの訓練を受けた〈騎士〉は戦闘時に真価を発揮できない。真の〈騎士〉戦闘を体現するための「騎士の正しい訓練法」のカリキュラムはあるが、〔天樹機関〕の最高機密であり、一通りこなした祐一でも身に付いているのは5割程度。ディーは戦闘経験から自然と効率的な〈騎士〉戦闘を身に付けており、良い線を行っているが完璧には程遠い。真の〈騎士〉戦闘を本当の意味で体現できた〈騎士〉は唯一、七瀬雪だけらしい。
☆身体能力制御
使用者本人の体内の物理法則を書き換えることにより、運動能力と知覚速度を加速する。加速率は使用者の任意で設定でき、騎士剣を併用することで更に向上する。しかし使用者の身体そのものを強化する能力はなく、運動能力を加速し過ぎると反作用で身体を壊してしまうため、それらの加速や〈騎士〉にとって最適かつ人間としては不自然な動作から発生する衝撃などを打ち消す《情報制御》も同時に行われている。そのため、使用者は高速で動きつつも運動エネルギーは普通に動いているときと変わらず、つまり“動きが速くなる空間の中にいるだけ”で、速い動きに伴う衝撃などはなく、蓄積する肉体疲労も通常の運動と全く変わらない。
なお、最高レベルの〈騎士〉が最高レベルの騎士剣を使ったとしても、運動速度の加速率は100倍が限界。
☆情報解体
物体を《情報の海》側から破壊する。《情報の海》側から破壊された物体は原子単位で分解され、その後安定化のため分子として再結晶する。情報解体プログラムは物体を区別しないため、特定の物体を情報解体するには、原則としてその物体に接触していなければならない。そこで接触範囲を広げるべく、騎士剣が利用される。
原則として単一分子で構成されている物体（石、金属など）は情報的にもろく、高い演算速度を持つ物体――すなわち思考・演算する物体（生命体・コンピュータなど）は情報的に強固である（現実世界とは正反対の性質を持っていることになる）。《魔法士》は情報の塊であり、解体はほぼ不可能な存在である。ただし、より高い演算速度を持つ情報解体に接すれば、《魔法士》の解体も理論上は可能である。
☆自己領域
光速度（光速度を越えることは不可能だが、光速度の値そのものは改変可能である）、万有引力定数、プランク定数を改変し、自分の周囲の空間を“自分にとって都合のいい時間や重力が支配する空間”に改変する。なお、それ相応の負荷を使用者に与えるため、短時間に何度も起動と終了を繰り返すことはできない。
周囲の空間ごと重力制御し空中移動と並行して亜光速（I-ブレインの能力・騎士剣の性能により差が生じる）で動ける為、他者からは“瞬間移動した”ように見える。欠点は、敵が自己領域に入ると同等の恩恵を受ける為、使用者の方がI-ブレインが自己領域プログラムに占有されている分だけ不利となる点。そのため通常、近接戦闘の際には自己領域を解除する。また、二つの自己領域がぶつかり合うと互いの自己領域の境界面に矛盾が発生して強制終了する。同様に、使用者自身が維持できる自己領域（正確には不明だが、作中の描写から人間が2人入る程度である様子）以上の大きさを持つ物体に接触したときも、自己領域の境界面が維持できなくなり強制終了する。
騎士剣の結晶体に展開プログラムを収納しているため、自己領域を使用するには騎士剣が不可欠で、かつ高度な演算を必要とするため、A級の〈騎士〉でなければ使用不可能。また騎士剣の補助記憶領域まで占有するため、自己領域と他の能力を同時起動する事は基本的にできない。
考案者は七瀬雪。
騎士剣
〈騎士〉の能力を補助する剣型のデバイス。《情報制御》において〈騎士〉の身体の一部として扱うことができ、“剣”という形状は情報解体が通用しない人体への攻撃を目的としている。刃はミスリル製で、柄に演算中枢の結晶体が象嵌されている。身体能力制御による加速度はこれの演算を使用することで大幅に上昇し、また自己領域の展開プログラムは騎士剣に搭載されているため〈騎士〉の強さは概ね使用している騎士剣の質に左右される。
騎士剣『紅蓮』
最初に自己領域システムが組み込まれた騎士剣であり、七瀬雪の愛剣。190cm近くある長大な剣で、刀身はほのかに紅く、また赤い結晶体が埋め込まれている。雪の死後は彼女と共にシティ・神戸に安置されていたが、神戸の事件の際に黒沢祐一が譲り受け（雪から生前、譲渡の旨を伝えられていたが、当時の祐一は断っていた）、以後愛用している。
騎士剣『陰陽』
二つのI-ブレインを持つディー専用の、二本一組の騎士剣。黒い結晶体が埋め込まれた方が右手用の騎士剣『陰』で左脳に接続し、白い結晶体が埋め込まれた方が左手用の騎士剣『陽』で右脳に接続する。エピソードVにて『陰』の結晶体が深刻な損傷を受けたため、騎士剣『森羅』の結晶体を素材に修復され、右手用の騎士剣は『陰』の自己領域と『森羅』の万象の剣の両機能を持つようになった（起動はどちらか片方のみ）。
騎士剣『森羅』
黒沢祐一のために制作された広域殲滅特化型の騎士剣。騎士剣『狂神二式』をベースとする。結晶体は透明な深緑色。自己領域システムが組み込まれていない代わり、広域殲滅用の戦闘プログラム“万象の剣”が組み込まれている。
現物を初めて見た天樹月夜によると「悪い噂がたくさん」あり「作った奴は頭おかしいんじゃない？」と評する、非常に危険な代物であり、祐一自身を含めて誰も使いこなせなかった。
騎士剣『天王』シリーズ
名称が登場したのみで、詳細は不明。
騎士剣『冥王』シリーズ
大量生産型の騎士剣。
『冥王三式』は2186年12月時点での最新型。
『冥王六式』は2198年2月時点で祐一が使用していた型。
『冥王八式』は2198年9月時点でモスクワ軍の〈騎士〉が使用していた型。
騎士剣『盗神』シリーズ
下位クラスの〈騎士〉が使う大量生産型の騎士剣で、刃渡りは60cmほど。騎士剣『陰陽』の基礎となったシリーズ。
騎士剣『狂神』シリーズ
騎士剣『森羅』の基礎となったシリーズ。平たく言えば“狂戦士”システムが組み込まれた騎士剣。
『森羅』と『陰陽』は同系列らしき描写があり、そのため『狂神』シリーズは『盗神』シリーズの派生とも考えられるが、明確な描写はなく両者の関係は不明。

#### 〈双剣〉
〈騎士〉の一種で、本来一人につき1つしかないI-ブレインを右脳と左脳に一つずつ持つ「規格外」の《魔法士》。2つのI-ブレインを別々に使用できるため、〈悪魔使い〉の“並列”と同様に2つの能力を同時に使用できる。
例を挙げれば、自己領域と身体能力制御の同時使用ができ、通常の〈騎士〉の弱点である“自己領域から身体能力制御への切り替えのタイムラグ”がない。ただし並列処理中は身体能力制御の加速率が若干低下する。また、2つのI-ブレインに別々の身体能力制御を処理させることで、身体能力制御を二重使用できるため、通常の〈騎士〉の上を行く移動手段も使える。
シティ・マサチューセッツの《マザーコア》製造システム〔ウィザーズ・ブレイン・ファクトリー〕において、偶発的に誕生した。
二重（デュアル）No.33がこれにあたる。彼は双剣の名のとおり『陰』と『陽』の二振りの騎士剣で戦うが、実際に《魔法士》として二振りの剣を必要とするのかは今の所不明。
万象之剣（ばんしょうのつるぎ）
騎士剣『森羅』に自己領域の代わりに搭載されている機能。自滅の可能性を秘めた非常に危険な機能であるため、抑制機構が一番〜七番まで設けられている。
使用者である〈騎士〉の肉体そのものを《情報制御》により強制操作する。具体的には、仮想の骨格や血管、神経、筋肉などで構成された仮想の肉体を構築し、殲滅曲線（正式名称は最適運動曲線）と呼ばれる“周囲の敵を殲滅するのに最適化された運動曲線”に沿って仮想の肉体（とリンクした使用者の肉体）を動かすことによって、肉体に与えられたあらゆるダメージを無視して周囲の敵を殲滅するまで戦い続けることができる。抑制機構を一部解除するだけでも仮想の肉体を構築するなどの効果はあり、抑制機構を全て解除すれば完全発動し使用者の意思を一切無視して戦い続ける。また敵を殲滅する為だけの機能で回避や防御は一切考慮されておらず、最適な軌道をとるために自ら敵の攻撃に真っ向から直進し続けることになる。
戦闘中に使用者の肉体がダメージを負う可能性があるため、通常ならば最適運動曲線に沿った運動が常にできるとは限らず実用性に乏しいが、使用者の負傷を仮想の肉体を介して仮想修復することで、最適運動曲線による殲滅を可能としている（例えば動脈を切られても、仮想的に動脈が繋げられて失血を防ぎ、現実には動脈が切られた状態のまま流血もせず通常通りの行動が可能）。そのため最終的にI-ブレインが活動停止する（脳細胞のダメージすら無視するため、事実上の脳死）まで肉体は維持され、I－ブレインが起動しているか、もしくは致命傷となりうるダメージを負った状態でも『森羅』を手放さない限り死亡することはない。その代償として、脳のリミッターを解除し通常の脳細胞までをも侵食するほど膨大な負担がI-ブレインへかかるため、戦闘中凄まじい脳へのダメージと激痛に耐え続けなければならない。まさしく“死ぬまで戦わされる狂戦士（狂神）の剣”である。
デュアルNo.33（ディー）のもつ双剣の片方『陰』の中枢結晶が一部欠損した際、かつて騎士剣『森羅』の持ち主であった黒沢祐一の許可を得て、天樹月夜が『陰』の修復に『森羅』の中枢結晶を利用したため、この機能が使用できるようになった（エピソードV）。その後、セラが〔賢人会議〕から離反しディーが残ったことを受けて、ディーの殺戮行為を止めるため祐一が中枢結晶を破壊し、この機能は失われた（エピソードIX）。

#### 〈人形使い〉
仮想精神体制御特化型《魔法士》。すなわち《情報の海》にゴースト（仮想精神体、仮想意識）と呼ばれる“魂”を生成し、魂を持たない無生物に取りつかせ一時的に生物化させる能力を持つ。一般的な《魔法士》の型の一つで、大戦期には最も多く生産され、一般兵の部隊に対して多大な戦果をあげたが、そのため敵の〈騎士〉の標的となり、ほとんどが戦死した。
作中ではエドワード・ザインのほか、各シティ自治軍に所属する端役の軍人など、数多く登場する。
☆ゴーストハック
ゴースト（仮想精神体、仮想意識）を無生物に侵入（ハック）させて生物化し、《情報の海》側から支配する能力。ゴーストには命令や目的などを設定でき、ゴーストハックされた無生物はゴーストの設定に従って、自律的に行動する。
通常はイメージしやすいという事で腕や手などの生物的な形状を取るが、高レベルの能力者ならばネジなどの無機質な形状でも操れる。コンクリートを軟化させクッションのように変える事も出来る。ただし生物化できる時間は短く、命令を出し続けなければ十秒足らずで崩壊してしまうため、多くの場合兵器の制御コンピュータを乗っ取り脳の代用とすることで生物化を持続させる。
なおゴーストハックに支配した物質を強化するような作用はなく、そのため支配した物質の持つ本来の強度が、そのまま攻撃力や防御力に直結する。
メルクリウス
シティ・ロンドンが開発した〈人形使い〉が最も使いやすい金属。エドワード・ザインが乗る雲上航行艦［ウィリアム・シェイクスピア］の外装部分に使われている。《論理回路》の項も見よ。

#### 〈炎使い〉
分子運動制御が使える。分子運動は“熱”を発生させるため、平たく言えば熱気と冷気を操る《魔法士》であり、最初期に開発されたこともあって一般的な《魔法士》の型の一つとなっている。
空気中の窒素から熱を奪い凝固させ、盾にして相手の攻撃を防ぐ、または銃弾や槍状に変化させ攻撃する。その際奪った熱量を空気中に戻し、爆発を起こすことも可能。周囲の物質に対してもほぼ同じことができる。高レベルの〈炎使い〉であれば、一定空間をまるごと凍結させたり、真空を生み出すなどの大規模な攻撃が可能になり、分子配列の変換も可能となる。
《情報制御理論》が発表された後、当時はまだ理論上の存在であった「I-ブレインを持つ人間」を生み出す最初の開発競争が行われていた頃に、フリードリッヒ・ガウス記念研究所にて開発され、2183年3月に《魔法士》第1号として全世界に公表された最初期の《魔法士》。《情報制御理論》創始者であるエリザベート・ザインとアルフレッド・ウィッテンが開発に関わっている。
作中ではアニル・ジュレの他、各シティ自治軍に所属する端役の軍人など、数多く登場する。なお“世界初の〈炎使い〉”については軍服姿の人物という描写しかないが、その前にウィッテンが「シティ・ミュンヘン軍の《魔法士》開発計画に参加」していることから、ミュンヘン軍所属の軍人と推測される。この人物はエピソードIXにて、当時は未知であった《魔法士》の危険性を考慮し高潔で忠誠心の高い人物が選ばれたこと、またフリーズアウト現象により身体機能が低下したもののエピソードIX時点でも存命であることが判明した。
☆分子運動制御
分子の運動を自在に操作する。また、熱量を制御して氷を創ったり、逆に熱量を与えたりすることも出来る。ただし、エネルギー保存の法則は無視出来ないので、仮に熱量を奪い去ったらその熱量はその場に残ったままとなる。

#### 〈天使〉
《マザーコア》特化型《魔法士》。同調能力と呼ばれる特殊な能力が使えるI-ブレインを持つ。あらゆる《魔法士》の中でも特出したI-ブレインの容量を持ち、一般人はもちろん、たとえ《魔法士》が相手であっても行動の一切を支配下に置け、情報を読み取ることが可能。その代わりに痛覚なども共有するため、同調した相手を攻撃すると自身にもフィードバックされ、逆に（理論上は）自身を攻撃すると相手にも苦痛を与えることができる。
シティ・神戸自治政府の要望により、シティ・ベルリン近郊のハノーバーにあるフリードリッヒ・ガウス記念研究所で開発された《魔法士》。当初はシティ・神戸の防衛局総司令官・七瀬静江の要請もあり「《マザーシステム》に変わる新システムの開発」を目的としていたが、新システムの開発に行き詰まり、稼働中の《マザーコア》の稼動限界が迫っていたこともあって、交換用《マザーコア》としての《魔法士》が開発された。その開発コードが『〈天使〉（アンヘル）』である。
作中ではフィアのほか、彼女の“姉妹”である実験体39体が脳髄のみの状態で登場する。
☆同調能力
I-ブレイン内の巨大なメモリ内に対象の情報すべてを取り込み、《情報の海》側から支配する。ただし、痛覚もフィードバックされるので攻撃には使えず、あくまでも足止め用である。医療などにも応用が利く。本来は「《マザーシステム》を最も効率よく制御する」ために開発された能力。この能力を使用する際、背中に“天使の翼”状の光の束が出現する。この“翼”を介して対象と接触し情報を取り込むため、特殊なデバイスがない限り効果範囲は自分を中心に一定の半径内であり、かつ無差別に支配下に置くので遠距離には向かない。また支配不可能な対象には“翼”が見えない。さらに領域内の情報量が多すぎると当然ながらエラーを起こして停止してしまうため、ある意味で最大の敵は数を頼みにした一般兵・群衆と言える。
この能力を持つ者が複数集まると、精神結合体が形成され、能力の暴走が始まる。精神結合体の暴走が、どのような結果をもたらすかは未知であり、止める手段も不明（能力者を物理破壊することによる抑止は可能）。作中に登場した精神結合体はウイルス感染した状態であり、このウイルスに対して「ブレーカー」プログラムが作動することで暴走を抑止する計画だった。

#### 〈龍使い〉
生体制御特化型《魔法士》。黒の水と呼ばれる外部デバイスを利用して、身体構造制御を行う。すなわち黒の水を自身の肉体の一部として取り込み、その形状を自由に変化させられる。物理面、情報面ともに鉄壁の防御力を持つ。その防御力は〈天使〉の同調能力すら拒絶可能。広範囲での戦闘には向かないが、対個人、特に対〈騎士〉戦では圧倒的な戦力を誇る。
大戦当時にシティ・北京で極秘開発された《魔法士》で、アルフレッド・ウィッテンも開発に関わっている。専用の隔離実験施設《龍使いの島》で実験が繰り返されていたものの、黒の水が本体を侵食する事により暴走する欠陥を解決できなかったため、大戦への投入は見送られた。その後シティ・北京の壊滅によって研究は事実上中断し、その存在も忘れられることになる。
作中に登場するのは、李芳美（リ・ファンメイ）、雷小龍（レイ・シャオロン）、戒蒼元（カイ・ソウゲン）、飛露蝶（フェイ・ルーティ）の4名。シティ・ニューデリー主導の《龍使いの島》攻撃作戦によって3名が死亡し（エピソードII）、李芳美（リ・ファンメイ）ただ一人が生き残った。
その後、李芳美（リ・ファンメイ）はシティ・ロンドン軍のリチャード・ペンウッドの保護下に入り（エピソードIV）、彼と傘下の研究員により〈龍使い〉の研究は事実上再開された（エピソードVII）。その研究の成果により、暴走を抑制する黒の水製の外部デバイス「小龍」が開発されたり、同じ体積に多くの黒の水を詰め込む圧縮技術が実用段階に入ったりしている。
☆身体構造制御
体組織を構成する細胞を操作することで、身体能力の強化（腕力、脚力など）・身体構造の改変（触手を生やす、体表に鱗を形成するなど）などを行う。《情報制御》の中枢を成す脳を破壊されない限り瞬時に肉体を再生させる事ができるため、非常にタフである。また細胞を用いて《論理回路》を形成することで肉体の物理面、情報面をともに強化・変質させ、《情報制御》による外部干渉を防ぐ「絶対情報防御」と呼ばれる能力を持つ。
対〈騎士〉（対騎士剣）用として開発されたため、身体能力の強化によって運動速度と知覚速度を加速し、〈騎士〉同様の高速戦闘も出来る。しかし物理法則を書き換える〈騎士〉とは異なり、身体能力の強化であるため、運動速度の加速はそのまま運動エネルギーの増大になっている。すなわち、〈騎士〉は単に動きが速くなる空間にいるだけの普通の人間だが、〈龍使い〉の動きの速さは人間の域を超えた筋力に基づくものであり、同じ速さで動く〈騎士〉と〈龍使い〉では〈龍使い〉の方が圧倒的なパワーを持つ。
また〈龍使い〉自身だけでなく、黒の水を介することで他者の肉体も制御可能で、この特性を活かして他者の肉体の修復――すなわち病気や怪我の治療も可能。修復前の肉体の構造は問わないため、瀕死の重傷や難病治療に対する効果も期待されていた。ただし、〈龍使い〉自身が利用できる黒の水の体積以上の損傷部位はカバーできない。理論上は、生命反応さえあれば修復可能だが、〈龍使い〉本体に対する負荷が大きいため過度の使用は暴走を招く危険性が高い。
なお補助デバイスである黒の水には、遅かれ早かれ本体を取り込み暴走するという致命的な欠陥（バグ）があった。暴走は大きく分けて二つの形に分けられる（後述）が、どちらも原因は黒の水の性質に根ざしている。
黒の水
〈龍使い〉の身体を構成する細胞だけでは量に限界があるために開発された原型細胞。使用者はこれを身体に取り込み、必要に応じてこれを筋肉や鱗に構成して使用する。理論上、〈龍使い〉が操作できる黒の水の量に上限はなく、司令塔である〈龍使い〉が操作する黒の水の量が、そのまま〈龍使い〉の戦闘力に直結する。
黒の水は知性を持たないものの、独自の行動原理に基づいて行動するスライム状の生物であり、〈龍使い〉本体とは原則として共生関係にある。
実験施設《龍使いの島》には黒の水の生成プラントも設置されていたが、エピソードIIにて破壊された。その後、シティ・ロンドン軍のリチャード・ペンウッドと傘下の研究員により、黒の水の生産データがまとめられ、通常の培養槽に黒の水生成機能を付加する特殊な生産装置が開発されている。
黒の水の暴走（パターン1）
使用者の肉体側が黒の水に対して僅かでも拒絶反応を起こすと、黒の水はそれを攻撃と判断して防衛行動を行い、それにますます肉体側が拒絶反応を起こすという悪循環に陥り、これを止める方法はない。そして最終的には黒の水が防衛行動の末に使用者の肉体を取り込むという“暴走”を起こす。
このパターンによる暴走は、〈龍使い〉に関する実用実験の最初の失敗を招き、隔離施設《龍使いの島》が用意される直接的な理由となった。また、このパターンの暴走に対する対策として、使用者の肉体を最初から黒の水で構成する方法が考案され実行された。そのため、現在のファンメイの肉体は黒の水含有率90％であり、脳髄を初めとする神経系を除けば身体の全てが“黒の水”製である。
黒の水の暴走（パターン2）
〈龍使い〉は自身の体に対して《情報制御》を行い、身体構造の改変を行うが、黒の水の含有率が高い場合は常に身体構造の制御を行わなければならない。だが、黒の水で構成された肉体は物理面、情報面のどちらにも高い防御力を持つため、脳と中枢神経を破壊されない限りは身体に対するダメージを事実上無効化できる（ただし、血液の損失等は除く）。
このため、本来ならば脳と中枢神経さえ守れれば身体構造を維持する必要はなく、生物の進化に伴う効率化によって、〈龍使い〉の身体を構成する黒の水や《魔法士》の脳が「人間の姿を維持する必然性がない」と判断するようになり、人間の姿を保てなくなるという“暴走”を起こす。
この暴走を抑え、ファンメイの姿を人間型に保つため、ファンメイと情報の面でリンクした外部デバイス「小龍」が開発された。小龍は黒の水で構成されており、額に埋め込まれた結晶体でファンメイとリンクしているが、ある程度の自由意志をもって行動している。〈龍使い〉の肉体を構成する黒の水を人間型に固定すると、固定化への反発がそのまま身体構造制御への負荷となるが、形状も含め外部デバイスが「自由に動いている」と言う情報を固定化された黒の水にフィードバックすることで、固定化への反発を和らげ身体構造制御の負荷を軽減させるのが目的。また、リンクしているので小龍が得た情報はそのままファンメイに伝えられ、使いようによっては全方位の視覚を得ることも可能である。
黒の水による肉体修復
原理としては、黒の水を他者の体内に浸透・融合させ、機能劣化・停止している臓器を一時的に再現する。その後、外部からタンパク質を取り込み、アミノ酸などに再構築して患者の細胞を復元し、黒の水で構成していた臓器の補完部分を徐々に患者の細胞と入れ替えることにより、臓器等を修復する。また、血液不足で壊死した臓器等も、丸ごと取り込んで分解・再構築することで修復が可能。血液も、患者と違う型でも先と同じ方法で再構築し輸血することができる。
ただし他者の肉体を制御するうえ、精密な作業となるため、〈龍使い〉のI-ブレインには多大な負荷がかかる。

#### 〈光使い〉
時空制御特化型《魔法士》。より正確には空間構造制御特化型《魔法士》であり、時空を《情報の海》側から認識・制御し、空間そのものや光や原子、分子などを操る能力を持つ。ただし認識できる時空はそれなりに広いが（例えば目前に壁があってもその向こう側の時空を認識可能）、操作できる時空は自身の周囲に限られる。そこでD3（Dimension Distorting Device）と呼ばれる補助デバイスを複数使用し、操作できる時空の範囲を広げている。
D3を使用すれば擬似的な荷電粒子砲を使うこともでき、たった1人で一個艦隊とも渡り合える、大量虐殺に秀でた遠距離戦闘・対艦戦闘のスペシャリスト。大戦時には一般兵を相手取り「戦場の死神」として最も恐れられた。
弱点は、時空を認識する付随効果として周囲の物体の質量感知が可能なため、それに頼りがちで、似たような質量を持ち視覚では安易に区別できる物体（例えば人間と水、石ころと宝石など）を混同し誤認してしまうこと。五感からの情報は時空を制御する際にノイズとなるため、時空制御中には原則として五感をシャットアウトしており、似たような質量を持つデコイ（情報端末に偽装したノイズメーカーなど）には非常に弱い。
また身体能力は通常の人間と変わらず、近接戦闘に強い〈騎士〉との対戦では圧倒的に不利である。そのため接敵時に発生する〈騎士〉の弱点であるタイムラグを予想し、その瞬間を狙って回避がほぼ不能な荷電粒子砲を撃つのが、対〈騎士〉戦における〈光使い〉唯一の勝機となっている。
大戦期にシティ・ロサンゼルスでアルフレッド・ウィッテンの指揮下で開発された。〈光使い〉のI-ブレイン埋め込み手術を受けた135名中、手術が成功し無事〈光使い〉となった者は全部で3名。うち2名は戦史に残る英雄だが大戦中に戦死し、残る1名は軍から脱走、機密保持のためにその存在記録を抹消されたため、一般には知られていない。
作中に登場するのは、後天性〈光使い〉レノア・ヴァレル（マリア・E・クライン）と、その娘である先天性〈光使い〉セレスティ・E・クラインの2名。シティ・マサチューセッツの機密データを盗んだ〈光使い〉追跡作戦においてマリア・E・クラインが死亡し（エピソードIII）、現在はセレスティ・E・クラインのみとなっている。
また〈悪魔使い〉の天樹錬が自身の能力のひとつとして使用しているが、彼がどういう経緯でこの能力を獲得したのかは不明。
☆時空制御
時空を《情報の海》側から認識してI-ブレイン内で再構築し、そのデータを元に時空を制御する。例えば空間構造を書き換え、移動中の物体の軌道を歪めたり、空間曲率を制御して重力を改変し飛行したり、外部からの干渉不能な閉鎖空間を作り内部の物体を閉鎖空間ごと移動させたりできる。
Shield
空間を歪曲する事で攻撃を回避する。
Lance
閉鎖空間内で光や原子、分子を加速し、荷電粒子砲のように撃ちだす攻撃。この砲撃は光速で発射されるため、視認と同時に着弾し、いかなる《魔法士》であっても回避するには事前に射出軌道を予測するしか方法はない。
次元のポケット、空間の隙間
時空制御により空間を切り貼りして作った、何らかの物体が収納できる閉鎖空間のこと。補助デバイスであるD3も、ここに出し入れすることが可能である。
ただし使用者自身が身を隠すときには使用しないなど、閉鎖空間に生物を収納する描写はない。

D3
〈光使い〉専用外部デバイス。正式名称はDimension Distorting Device（訳：次元歪曲装置）。外見上は握り拳ほどの大きさの正八面体の透明結晶で、表面全体に《論理回路》が刻印されている。刻まれた《論理回路》の効果で自動的に重力制御を行ない、使用者が特に操作せずとも空中を浮遊できる。
〈光使い〉の能力は自分の周囲しか操作できないため、戦術の柔軟性を高めるために作られた。通常は複数個を同時に使用する。

#### 〈千里眼〉
《情報の海》へ影響を及ぼすような《魔法》を使用出来ない代わりに、可視域の電磁波を始めとしてあらゆる情報を極めて広範囲かつ正確に捉える知覚能力を持つ。文字通り千里を見渡すことが出来、この《魔法士》の知覚から逃げ切る事は不可能である。ただしノイズメーカーの設置された場所や入念に感知妨害されている場所を視るのは困難で、また《魔法士》本人がノイズメーカーによる妨害を受けると知覚能力を完全に遮断される。
シティ・マサチューセッツの《マザーコア》製造システム〔ウィザーズ・ブレイン・ファクトリー〕において、偶発的に誕生した「規格外」の《魔法士》。
千里眼（クレアヴォイアンス）No.7がこれにあたる。
軌道予測
極めて精度の高い知覚能力に基づき、観測したデータから荷電粒子砲などの軌道を予測する。
ただしあくまで“見えている空間の変化”から予測するため、例えば〈光使い〉がD3を用いて“見えない空間”で粒子加速を行なっているような場合は、別の予測手段（D3の配置や〈光使い〉の挙動などから射出のタイミングや軌道を予測するなど）が必要となる。
同様の原理で、軍隊など団体の全体の動きを観測し、作戦行動もある程度は予測できるが、そのためには《魔法士》自身が作戦行動についての知識を持っている必要がある。また暴動など規律のない行動を予測することは、その性質上不可能と言える。

75メートル級高高度索敵艦［FA-307］
クレアの〈千里眼〉を活かすために開発された飛行艦艇。〈千里眼〉の探知距離を拡張し、地球の裏側まで見通せるようになる。
詳細は#その他の用語の雲上航行艦の項を参照のこと。

#### 〈幻影〉
量子力学的制御により、物体の存在確率を制御してあらゆる物体を透過することが可能で、これにより絶対的な回避と防御不可の攻撃を行うことが出来る。ただし、その他の戦闘能力は一般人と変わらない。また、物質の存在確率を制御するという性質から、存在そのものを感知する能力も持つ。
シティ・マサチューセッツの《マザーコア》製造システム〔ウィザーズ・ブレイン・ファクトリー〕において、偶発的に誕生した「規格外」の《魔法士》。
幻影（イリュージョン）No.17がこれにあたる。
☆量子力学的制御（アクセスコード「シュレディンガーの猫は箱の中」）
使用者自身を含めた、あらゆる物質の存在確率を制御する事が出来る。具体的には、通常は物質の存在確率は100%に近いが、これを限りなく0%に近づけることが（そこに“在る”ものを“無い”ことに）できる。ただし作中の描写から、存在確率を制御できる範囲は使用者が接触しているか、それに準ずるほどの至近距離に限られる様子。
その能力を最大限に利用すれば、自らの存在確率を0%にして“存在しない者は攻撃できない”という絶対回避『最強の盾』を発動できる。また物理的な障害物の存在確率を0%にして“障害物の存在を無視し透過する”ことができ、壁抜けや密封容器を開封せずに中身だけ取り出す、と言った芸当も可能。更には全ての防御を突破し、敵の皮膚や筋肉すら透過して、神経や血管などに直接触れ危害を加えることもできる。
また物質の座標期待値改変による近距離転移（テレポーテーション）も行える（ただし極小さな距離に限られるらしく、作中では連続して転移を行うことで移動速度を速めていた）。電磁場などの存在確率も制御できるため、ノイズメイカーもあまり意味をなさない。
この能力は現在描かれている能力の中で、最も難解な能力の一つであるが、作中では原理よりも、この力が使用されたことによる結果に重点を置いているため難解さを軽減している。理解しようと思うと量子力学の世界観を解する必要がある。
存在確率
仮に人体が100個の細胞で出来ていて、その存在確率が1%だとする。その時に1回攻撃を受けたとすると、100個のうち1個の細胞にだけ攻撃が当たる計算になり、残りの99個の細胞は全くの無傷で済むと期待できる。100個の細胞全てに攻撃が当たる確率は、100の100乗分の1である。

#### 〈電磁気使い〉
電磁気学、すなわち電磁場を制御する。使用者が少ないため詳細は不明。
〈炎使い〉の亜種で、開発が難しく、ほとんど実用化されていない。
作中には、〈悪魔使い〉のサクラが自身の能力のひとつとして使用しているが、これを専門とする《魔法士》は未登場。また、サクラがどういう経緯でこの能力を獲得したのかも不明。
☆電磁気学制御
作中では《情報制御》により強電界と強磁界でレールガンの銃身を生成し、その銃身を加速力へと変異させ弾体（ミスリル製のナイフ）を射出している。
第一級の〈電磁気使い〉が使用した場合、飛行艦艇の主砲クラスの破壊力となり、あらゆる電子機器を無力化する。

#### 〈悪魔使い〉
すべての《魔法士》の雛形にして完成形。〈悪魔使い〉とは天樹月夜・真昼のつけた呼称で、アルフレッド・ウィッテンは〈元型（アーキタイプ）〉と呼んだ。本来書き換え不可能な《基礎領域》を書き換える事で、あらゆる能力を使用することが出来る。つまり他人の能力をコピーして使える（作中ではこの能力を『自己進化能力』と呼んでいる）。ただし、仮想的に能力を走らせるという性質上、〈悪魔使い〉の能力はオリジナルには及ばず、また能力によってはコピー出来ないこともある。錬とサクラもこれにあたる。
ハードウェアの製作者は錬が天樹健三、サクラがアルフレッド・ウィッテン。錬のソフトウェアは天樹真昼が作り、サクラのソフトウェアはウィッテンが（真昼のノートを元に）作った。
〈悪魔使い〉のシステム（ソフトウェア）は、アルフレッド・ウィッテンが研究中だった〈元型〉のI-ブレイン構造を想定して、天樹真昼がメモ書き程度にノートに書き散らかしたものが基礎となっている。そのため、元々サクラのために創ったシステムと言え、製作者が違う錬が使用できることは、不思議らしい（真昼談）。
以下は、真昼が考えた、〈元型（アーキタイプ）〉のシステムの根幹
操作
通常《基礎領域》は書き換えが不可能なため、制御もできない。この《基礎領域》を直に制御する。
並列
複数の能力を同時に使用する。錬のみの能力（ただし〈悪魔使い〉以外も含めればディーにも可能）。異なる能力だけでなく、同じ能力の二重使用も可能。
合成
異なる2つ以上の能力を合成して一つの能力として扱う。サクラのみの能力。
創生
蓄積した観測データを元に新たなる能力を創りだす。ただし〈悪魔使い〉自身のI-ブレインの限界を超える能力を創ることはできず、元の能力より劣った性能になる。
真昼曰く、「どんなI-ブレインを持ってしてもこの4つをすべて組み込む事が出来ない」（ディーのように複数のI-ブレインを持つ場合は不明）。
原因については作中ではまだ触れられていない。

##### 天樹錬が有する能力
錬のシステムの根幹は“並列”、限定的な“操作”、そして“創生”である。“並列”の機能はいくつかの能力を同時使用できるが、使用する能力によってはI-ブレインの容量不足で同時使用不可となる場合がある（ラグランジュとマクスウェルが同時使用できるのに対し、他の能力とサイバーグの併用は不可能。また、アインシュタインは前記の二つと同時使用が可能だが、能力を限定する必要がある）。また、“並列”は“異なる能力の同時使用”だけではなく、通常の《魔法士》には不可能な“同じ能力の二重使用”を可能としている。錬が現在保有する能力は以下の通りである。
☆短期未来予測デーモン（ラプラス）
ニュートン力学に基づく3秒先の未来を予測、可能性の高い順に表示。ノイズメーカーの影響下では「簡易常駐」のみ。
☆運動係数制御デーモン（ラグランジュ）
〈騎士〉の身体能力制御のコピー。錬がこれを使うとき、知覚速度は20倍、運動速度は5倍に定義する。これが錬自身の体を壊さずに加速できる最高値。ただし、どうしても必要な時は片腕のみの運動速度を15倍（または25倍）に定義している。もっともこんな真似をすると筋繊維や靭帯を著しく損傷するので、本当にどうしても必要な時しかやらない。
☆仮想精神体制御デーモン（チューリング）
〈人形使い〉の仮想精神体制御のコピー。錬一人で扱えるのはせいぜい一度に一本の腕が限界であり、それ以上の数を制御するときは兵器の制御コンピュータをのっとるなどの手段を用いている。
☆分子運動制御デーモン（マクスウェル）
〈炎使い〉の分子運動制御のコピー。ノイズメーカーの影響下では起動不可能。
“並列”の能力を応用して二重に常駐させることで、「氷の弾丸を制御しながら、同時に熱量を操作してその弾丸を水蒸気爆発させる」という通常の〈炎使い〉には不可能な攻撃ができる。またこの攻撃をフェイクに使うことで、戦術的な選択肢の幅が実質的に広がる利点もある。
炎神
熱量を一点に集中する。
氷槍、氷盾
大気の熱量を奪い氷の結晶を生み出す。
生成時の形状と使用法で呼び分けられており、槍状に生成し攻撃に用いる「氷槍」と、盾状に生成し防御に用いる「氷盾」が確認できる。
氷槍檻
対象の360度全方位に槍を生み出す、氷槍の上位魔法。
☆空間曲率変換デーモン（アインシュタイン）
〈光使い〉の時空制御のコピー。「簡易常駐」により能力を限定することでほかの能力と並列使用することが可能になる。マクスウェルと同様ノイズメーカーの影響下では起動不可能（「簡易常駐」の場合も同様）。
「Lance」は使用できないが、重力方向の改変による飛行等は可能。
次元回廊
時空をゆがめ、無限の深さを持つ空間の穴を生成する。特に維持しなければ、30分ほどで自然消滅する。主に敵を閉じ込め時間を稼ぐために使われる。
☆世界面変換デーモン（サイバーグ）
〈騎士〉の自己領域のコピー。神戸事件の際、三度にわたる祐一との戦闘データを元に創生した。起動には騎士剣が必要であり、他の能力と並列して使うことはできない。領域内時間で3分間のみならナイフの柄に取り付けた月夜作のデバイスでも発動可能（現在はまだ試作品）。ただし、得られる速度は光速の70%が限界（この数字は、紅蓮や専用デバイス使用時の物であり。一般的な騎士剣を使った場合もっと加速率が劣り、展開できる時間も短くなるであろうと推測される）。錬はこれを主に対〈騎士〉用、自己領域解除用に使っている（領域同士が接触するとエラーを起こして自己領域が解除されるため）。
☆《論理回路》生成デーモン（ファインマン）
ヘイズの破砕の領域のコピー。ただし、錬のI-ブレインは破砕の領域の起動に必要な演算速度を持っていないので、必ずマクスウェルとの併用によって局所的に空気分子の数を制限し、制限を行った空間の中で指を弾かなければならない。《論理回路》の大きさは約20cm。虚無の領域は使用不可。
作中で錬は上記の各デーモンをI-ブレインに常駐させて使用しており、またその能力もそれぞれの問題の内容をそのものである。これらの古典物理学で提起され現代の量子論などにより否定された問題が、《情報制御理論》によって可能となっている。その他のデーモンの名前も、物理学者や数学者から取ってきている。

##### サクラが有する能力
サクラのシステムの根幹は“操作”“合成”そして“創生”である。錬と違い複数の能力を同時起動出来ないので一見弱く感じるが、能力を事前に“操作予約”し、タイムラグ無しで次々と放てるため、戦略さえ練れば引けは取らない（発動時は、「連弾」と表記されている）。“合成”能力によって全く新しい能力を生み出せる為、〈悪魔使い〉の戦闘で最も重要な“選択肢の広さ”では錬を凌駕する可能性を秘めている（なお、《論理回路》生成デーモンが使用できるかどうかは不明）。
なお、エピソードVIIIにて天樹真昼とシンガポールの共同開発により〈悪魔使い〉専用の補助デバイス「賢者の石」が作成された。〈悪魔使い〉の《基礎領域》を拡張するデバイスで、これを用いることで本来サクラが持たない“並列”能力を疑似的に使用することもできる。真昼の趣味で真紅の宝石を嵌めた指輪の形状をしており、接続効率の問題もあってサクラは左手の薬指に装着している。
☆運動係数制御
〈騎士〉の身体能力制御のコピーで、錬のラグランジュに相当する。知覚速度・運動速度共に5倍に定義できる。
☆仮想精神体制御
〈人形使い〉の仮想精神体制御のコピーで、錬のチューリングに相当する。
翼
自身の着ているマントを翼状に変化させる。
☆分子運動制御
〈炎使い〉の分子運動制御のコピーで、錬のマクスウェルに相当する。
羽根
体の周りに大気の壁を展開して自由落下の速度を和らげたりする。
沈黙
大気の壁で音を遮断する。
鎖
空気結晶の鎖によって相手を捕らえる。
弾丸
空気結晶の銃弾を飛ばす。
☆電磁気学制御
目の前の空間の電磁場を制御する。（基本的に電磁場加速を行っている）ミスリル製のナイフと組み合わせて、いわゆるレールガンとして使うことで「銃身」、さらに『操作』との組み合わせの上で特殊な大型の両刃ナイフを使用することによる応用として「魔弾の射手」「天の投網」が使用可能（天の投網発動には、「檻」という能力の発動が必要）。
レールガン
ミスリル製のナイフを弾体とするレールガンを使用できる。
銃身展開・準備
銃身の位置と目標地点を設定する。準備時間がある状況で、離れた位置に銃身を生成するためのもので、これを行なわなくても銃身の生成自体は可能だが、命中精度は落ちる。
銃身生成
強電界と強磁界でレールガンの銃身を生成する。
弾体加速
銃身となっている強電界と強磁界を変位させて電磁誘導を発生させ、弾体を目標地点へ向けて射出する。別の方向に移動中の弾体でも向きを変えて射出できる。
銃身
作中には『銃身生成』と『銃身』の2種類の表記があるが、両者の使い分けについては不明。
魔弾の射手
“操作”を利用したレールガンの応用。特殊な大型の両刃ナイフを弾体とする。
“操作”により『銃身生成』を多重生成し、破片化した無数の弾体を言わば散弾銃のように広範囲に射出する。
天の投網
“操作”を利用したレールガンの応用。特殊な大型の両刃ナイフを弾体とする。
『檻』による網目で、破片化した無数の弾体の弾道を捻じ曲げる。無数の弾体を全方位から目標地点に集束させることも可能で、その場合は回避不可能。
檻
“操作”により『銃身生成』を多重生成し、弾倉に相当する中央の1つのみ残し、残りを網目状に広げ変形させる。『天の投網』を使用するための準備行動。弾道を『檻』に沿うように調整することで弾体を電磁加速したまま保持することも可能で、その様は“紫電を纏う光の投網”に例えられる。
天の投網・開放
『檻』を解除する。電磁加速した弾体を保持している『檻』を解除することで、弾体を射出することができる。
☆量子力学制御
モスクワおよびメルボルンでの4度にわたる幻影No.17（イル）との戦いで得た〈幻影〉のコピー。この能力によって、事実上サクラは唯一能力発動中の〈幻影〉に触れることのできる存在となった。
神の賽子（さいころ）
存在確率を制御する。ただし劣化コピーのため30%しか変化させることができず、防御には使えない。基本的に対〈幻影〉用で『最強の盾』を事実上無効化する。
合成された能力
踊る人形
仮想精神体制御と運動係数制御を“合成”したもの。
仮想精神体（ゴースト）に最高クラスの〈騎士〉並の運動速度を与える。この運動速度を得るために“不自然な動作から発生する衝撃などを打ち消す”演算を行っていないため、仮想精神体は短時間で自壊する。
幻楼の剣
仮想精神体制御と量子力学制御を“合成”したもの。
『翼』の存在確率を70%にして、残り30%に防御を透過させ、刃として攻撃する。

#### 空賊
正確には《魔法士》の種別ではなく、ヴァーミリオン・CD・ヘイズの職業。大戦中には数多くの空賊がデータや《魔法士》などの奪取を目的として飛行艦艇・船舶を襲っていたが、現在はヘイズが世界唯一の空賊となっており、その別称とされる。
ここではヘイズの能力について解説する。
能力解析
蓄積した観測データを元に、《魔法士》などの能力を解析する。同様の能力は“創生”能力を持つ〈悪魔使い〉の錬やサクラも持っているが、他者を圧倒する演算能力を持つヘイズのそれは、解析速度も解析精度も段違いである。この能力により未来予測の精度を上げることができるが、ヘイズ自身はほとんど記憶領域を持たない。
未来予測
超高速演算によって短期的な未来を完璧に予測出来る。そのため〈炎使い〉や〈人形使い〉はもちろん、十倍程度の運動加速による攻撃であれば難なくかわせる。《魔法》が使えないI-ブレインを持つ“できそこないの《魔法士》”であるヘイズが他の《魔法士》と互角以上に戦える最大の理由。ただし、いくら予測が完璧であっても、速度や体勢などの原因で“どうやっても物理的に回避不可能な攻撃”に関してはどうしようもない。
欠点は、相手の攻撃方法を知らないと対応しようがないため、能力の分からない相手に対しては使えないことと、敵が二人になると負担が2倍以上になること。ただし相手の攻撃方法を見たり経験したりすることで、予測の精度は向上する。
破砕の領域（Erase circle）
空気分子の動きを正確に予測し、そこに音による変化を加えることでバタフライ効果による《論理回路》を形成する。形成できる《論理回路》の最大値は直径約50cm。この《論理回路》は〈騎士〉の情報解体と同じ能力を有し、なおかつ“時間の経過”による《論理回路》の変化が同時に《情報制御》を行なうため、〈騎士〉の情報解体より遥かに高速で（すなわち解体する力が強い）、〈騎士〉には不可能な生物の情報解体すら可能。また空気分子による《論理回路》は、ある程度の範囲内であれば任意の位置に形成できるため、〈騎士〉には不可能な遠隔からの情報解体も可能である。
《情報の海》へ接続しないため、厳密には《魔法》ではなく、ノイズメイカーの影響下でも使用が可能（予測演算さえできれば使える）とされる。
起動するにはヘイズのI-ブレインの機能の75パーセントを超高速の演算装置として使用しなければならない（錬の3000倍（フィアの600倍）の演算速度が必要）為、演算に特化したI-ブレインを持つヘイズにしか使えない。
虚無の領域（Void sphere）
破砕の領域の発展型。形成した《論理回路》が新しくひとまわり大きな《論理回路》を形成し、その形成された《論理回路》がさらに大きな《論理回路》を……という具合で指数関数的に《論理回路》を巨大化させ、最終的に自らの大きさに耐えられなくなった《論理回路》が周囲の物質を巻き込んで自壊することによってありとあらゆる物質を確実に解体する。作中、最も高い破壊能力を有しており、その解体力は〈騎士〉の情報解体を上回る。事実上〈龍使い〉の絶対情報防御に対して唯一有効な情報解体でもある。《論理回路》の大きさは調節可能であり、最大（［Hunter Pigeon］の補助演算つき）で直径約10km。
欠点は、一度起動するとI-ブレインが過負荷でオーバーフローし、3時間以上の休止時間が必要な点。その間は一切I-ブレインを用いる能力が使えなくなる為、まさに最後の切り札と言うべき技。

### その他の用語
シティ
21世紀末に世界各地に建設されたドーム型の積層都市。全高10km、直径20km。完全な自給自足により理論上は2000万人の生活を恒久的に維持することが出来るシステムを持つ。シティの完成を経て地球上から領域国家は消滅し、シティと呼ばれる都市国家による自治が行われるようになる。しかし完全自給自足の都市を実現したことで他のシティに対して閉鎖的となり、各シティの自治政府は排他的かつ利己的な傾向を持つようになる。
最盛期には2048のシティが存在したが、大気制御衛星の暴走とそれに伴う第三次世界大戦により、そのほとんどが壊滅し、大戦終了時には11のシティが残ったが一部のシティは維持できずに崩壊し、物語（エピソードI）開始時点で残されたシティはわずかに7つ。ロンドン、ベルリン、モスクワ、マサチューセッツ、ニューデリー、シンガポール、神戸である。
建造当初は太陽光と核融合を主なエネルギー源としていたが、第三次世界大戦前夜には核燃料である月ヘリウム3の枯渇により、90%以上を太陽光エネルギーに依存していた。そこに大気制御衛星の暴走が起こったため両エネルギーが利用不可能になり、現在は後述の永久機関《マザーシステム》によって維持されている。

祭典
シティ全盛期に開催されていた、選抜された各シティ軍が集まって行なう大規模な公開軍事演習。オリンピックに代わって4年に1度開催された国際的なスポーツイベントであり、一般市民にも広く公開され、末期にはシティを代表する《魔法士》同士の一騎打ちも行われていた。
しかしその実態は、限られた資源の分配権を巡るシティ間競争であり、一般市民のあずかり知らぬところで激しい軍拡競争が繰り広げられていた。

第三次世界大戦
2186年5月に起きた大気制御衛星の暴走によって、慢性的なエネルギー不足に陥った各シティ間で起きたエネルギー資源争奪戦を皮切りに勃発し、約2年間続いた世界規模の大戦。作中における「大戦」は第三次世界大戦を指しており、「戦前」「終戦」「戦後」など戦争にまつわる語の「戦争」も作中では第三次世界大戦を意味する。
衛星暴走事故から約1ヶ月後の2186年6月、シティ・ミュンヘンが近郊の発電施設の占有権を主張したことに始まり、2188年3月に核融合炉の大規模な暴走によりアフリカ大陸全土が消滅したことで、勝者なきまま事実上の終戦を迎えた。その後も一部の地域では戦闘行為が継続されていたようだが、2189年2月には世界再生計画がスタートしているため、この頃には戦争はほぼ終息しているようである。
なお物語（エピソードI）開始は2198年2月であり、終戦から10年ほどしか経っておらず、20代の若者にも大戦前と大戦中の記憶が残っている時代である。

《マザーシステム》
《魔法士》のI-ブレインを演算中枢として使用し、《情報制御理論》を活用することによって維持される第二種永久機関。
第三次世界大戦前から計画そのものは存在したが、《魔法士》という“生きた人間”を中核とするシステムだったため、倫理面から当時は実現には至らなかった。しかし大気制御衛星の暴走に伴い、他のエネルギー供給手段を失ったため資源を消費しない永久機関が必要となり、即席で実用化に至った。ただし本来想定されていない部品で動かすことで、建造当時には想像もされなかったスピードで老朽化が進んでおり、稼動させ続けても数十年しか維持できない代物である。

《マザーコア》
《マザーシステム》の演算中枢となった《魔法士》のこと。システム安定化のため、演算の邪魔にならないよう感情を除去するロボトミー手術を受けており、植物人間のような状態で生存しているものの、作中では事実上の死亡扱いとなっている。I-ブレインへの負荷が大きく、並みの《魔法士》では起動すらできず、運よく起動できても旧皮質が徐々に崩壊（フリーズアウト）するため、耐用年数は数年程度、シミュレーションでは5年が限界とされた（「最強騎士」七瀬雪をコアに使った神戸や、万全のケアを行ってシステムの“機械部分”の改良に勤めたニューデリーで10年保っているが、これは「奇跡的なほど長い」とされる）。なお、実用化初期にはロボトミー手術を受けていない《マザーコア》も存在していたが、全て1年持たずにシティごと消滅している。最初に《マザーコア》が起動してから既に10年の歳月が流れ、どのシティにおいても《マザーシステム》の停止は時間の問題となっており、各シティは《マザーコア》の維持に全力を注いでいる。しかし《魔法士》を単なるモノとして扱うシステムでもあるため、システムの存在を知る人々からは人権侵害だとして反発の声も強い。

天使計画
ベルリンと神戸が共同で開発していたシステム。「《マザーコア》に適した《魔法士》」を用意することでひとつの《マザーコア》をより長く使おうとする計画。計画のコードネームから、《マザーコア》に適した《魔法士》のタイプは〈天使〉と呼ばれる。その完成品としてフィアや姉妹たちが誕生したものの、神戸の事件の際にフィアは逃亡、他のサンプル用コアも祐一に破壊された。その後も計画は続いていたようだが、芳しい成果を上げてはいない。

プロジェクト「WBF」
2194年に始まった、マサチューセッツで開発され現在稼働中のシステム。WBFとはウィザーズ・ブレイン・ファクトリー（後述）の略。天使計画とは逆に、質の低い《魔法士》を大量生産して同時に《マザーコア》として使い、負担で壊れたものから順に新しいものに交換する方式。数百体の《マザーコア》が同時に並列接続されており、その全てが同時に停止しない限り、システムが“死ぬ”ことはない。
2198年8月に2代目の《マザーコア》が停止したモスクワでも、2198年10月現在試験運用中。

《魔法士》開発機関
以下、作中に登場する《魔法士》を製造した機関について解説する。

フリードリッヒ・ガウス記念研究所
大戦前のシティ全盛期に3つのシティ（ミュンヘン、ケンブリッジ、京都）が共同出資して設立した、ハノーバーにある科学研究所。
かつて天樹健三、エリザベート・ザイン、アルフレッド・ウィッテンの3名が籍を置き、共同研究の成果である《情報制御理論》を発表した《情報制御理論》誕生の地であり、2183年3月に世界で最初に《魔法士》を生み出した研究所でもある、《情報制御理論》の世界的権威。
後にシティ・ベルリンとシティ・神戸からの依頼を受け、2195年1月には《魔法士》〈天使〉を開発した。

シティ・神戸自治軍 情報制御研究部〔天樹機関〕
《情報制御理論》発表後に設立された、神戸軍の《魔法士》研究機関。
当時、フリードリッヒ・ガウス記念研究所に籍を置いていた天樹健三を引き抜く形でトップに置き、2183年4月には世界で二番目に《魔法士》を生み出した。

（シティ・ロサンゼルスの研究機関、正式名称は不明）
かつて存在したシティ・ロサンゼルスの《魔法士》研究機関。
2180年に発表された《情報制御理論》に基づき、《魔法士》開発競争が行われていた2184年3月ごろ、アルフレッド・ウィッテンを中心とする研究員によって《魔法士》〈光使い〉が開発された。ウィッテンは〈光使い〉の開発が成功した直後に、シティ・北京へ移ったようである。

シティ・北京自治軍 技術局特務三課 《情報制御》能力者開発班
かつて存在した北京軍の《魔法士》研究機関。シティ・北京は西暦2187年10月に消滅している。
2180年に発表された《情報制御理論》に基づき、《魔法士》開発競争が行われていた2184年3月、アルフレッド・ウィッテンを中心とする数名の研究員によって《魔法士》〈龍使い〉の開発が始められた。2184年9月、最初の暴走事故が原因でウィッテンは開発から手を引いたが、その後も〈龍使い〉の開発そのものは独自に続けられた。
隔離実験施設《龍使いの島》
シティ・北京によって秘密裡に建造され、2186年2月にヒマラヤ山脈上空へ打ち上げられた〈龍使い〉開発研究用の隔離施設。
2184年9月に起きた最初の〈龍使い〉暴走事故の対策として建造されたもので、〈龍使い〉が暴走を起こすことを前提に〈龍使い〉の実験データを採取しシティ・北京の研究機関へ送るための実験施設。実験サンプルである〈龍使い〉4名のみが外部からの補給無しに生活できる環境が整っており、黒の水の生産プラントの他にも、実験データを元に〈龍使い〉を自動製造する培養設備なども整っている。また万一に備えて〈龍使い〉の脱走を防ぐためのシステムも組み込まれている。
第三次世界大戦前に建造された施設であり、大気制御衛星から撒かれた遮光性気体「雲」より上空に浮いているため、施設の中では「大気制御衛星の暴走事故も第三次世界大戦も起きていない」ことになっており、施設の自動管理システムは「本国からの定時通信」を偽装的に行っている。
2198年3月に地球上に残る6つのシティによる全シティ合同会議が行われたことがきっかけでその所在が判明し、同年6月にシティ・ニューデリー軍を中心とする合同部隊の攻撃により破壊された。

シティ・マサチューセッツ自治軍 数理研究所
マサチューセッツ軍の《魔法士》研究機関。
大戦勃発後の2186年11月、所長アルフレッド・ウィッテンの指揮下で先天性《魔法士》を製造する中、偶然からヴァーミリオン・CD・ヘイズを生み出した。

シティ・マサチューセッツ特務研究機関〔ウィザーズ・ブレイン・ファクトリー〕
シティ・マサチューセッツの地下にある、2194年より稼働中の自治政府直属の「完全自動型《マザーコア》生産工場」。ここで製造される《マザーコア》の遺伝子は製造プログラムによりランダムで生成されるため、《マザーコア》としての最適化はされてはおらず、その大半はまともに成長できず死亡する反面、ごく稀に「規格外」の能力を持つ《魔法士》を誕生させる。
誕生した「規格外」の《魔法士》は、能力名と何番目の「規格外」かを示す番号が個体名として与えられ、《マザーコア》の一人ではなく、ファクトリー直属の（すなわち政府の最高議会直属の）エージェントとして任務に従事し、ある程度自由に活動することが許される。ただし任務中に死亡したり、任務の失敗によって人格調整を施され《マザーコア》に戻されることもある。
2198年現在、この「規格外」の《魔法士》は全部で60名誕生しているが、任務中の事故や任務失敗による処分で大半は死亡しており、現存しているのは僅か3名。千里眼（クレアヴォイアンス）No.7、幻影（イリュージョン）No.17、二重（デュアル）No.33である。また、ヘイズはこのシステムの前身となった非人道的な研究によって生まれた《魔法士》である。

《世界樹（せかいじゅ）》
エリザベート・ザインが偶然発明した、植物細胞をベースとする自己成長型の生体量子コンピュータ。主に演算素子で構成され、高い情報解析・演算能力を持つ代物。《マザーコア》の代替品にすることが出来、更には“雲”を消し去れるというのでこれの種を巡って争いが起きる。あらかじめ設定した目的に必要な演算能力が得られるサイズまで周囲の物質を取り込みながら大きくなるが、《マザーコア》の代替ぐらいならともかく“雲”の除去に必要なサイズになると、その重量で地殻が崩壊してしまうため、“雲”の除去は実質的に不可能である。開発途中でそれに気づいたエリザは、種を発芽させず開発を中止した。
エドワード・ザインが“雲”を除去するために種を発芽させた結果、シティ・パリ跡地などヨーロッパ半島の多くの地域を取り込んで根を張り、危うくグレートブリテン島までも呑み込もうとしたが最終的には［ウィリアム・シェイクスピア］に搭乗したエドが制御中枢となることでようやくその成長を止めた（エピソードV）。後に《世界樹》の管理を任されたリチャード・ペンウッドが開発した制御中枢が組み込まれ（エピソードVII）、エドは解放された。
なお、語源となった「世界樹（ユグドラシル）」とは北欧神話に登場する世界を支える大木。

アフリカ海
第三次大戦末期に全アフリカの核融合炉がいっせいに暴走した(世界観参照)ことでアフリカ大陸は根こそぎ消し飛び、後に広大な大洋が出現した。これがアフリカ海である。数多くの島を有するが、大戦後に追われる立場の人々（難民、犯罪者、脱走兵…）がそれぞれの島々に移住した際に外敵に見つからぬよう可能な限りの情報的・熱的・光学的な隠蔽を施したため、現在では最早島の正確な総数は知るすべも無い。

大気制御衛星
南北両極の上空に浮かぶ、気象の制御を目的として第三次世界大戦前に打ち上げられた2機の人工衛星。西暦2186年5月14日に突如謎の暴走を起こし、対旱魃用に用意されていた遮光性気体を吐き出した。この事故は「コード514」とも呼ばれる。
便宜上、南極側の大気制御衛星は「南極衛星」、北極側の大気制御衛星は「北極衛星」と作中で記述されており、本項でもそれに従う。
この大気制御衛星は両極の上空、しかも大気圏内に静止する静止衛星である。しかし人工衛星を静止衛星にする方法は“赤道上空に設置し、地球の自転と同速で公転させることで、地上からの見かけ上は静止した状態にする”以外にありえず、このため打ち上げ当時より「あれはどのようにして浮かんでいるのか」という疑問があった。打ち上げられたのは《情報制御理論》発表より前であるため、《情報制御》によって浮いているとすると理論発表以前から実用化の技術があったことになり、明らかに矛盾している。当時はメンテナンス等の理由で衛星に出入りする際、モーターや核融合による輸送艦が使われていたが、後の調査で、両衛星への“出入口”として《情報制御》による転送システムが両極に秘密裡に設置されていたことが明らかとなった。
この2つの衛星は、大戦前に〔地球連合〕が開発に行き詰っていた気象制御のための衛星を、《情報制御理論》創始者の3名が“開発に協力”して完成させた。《情報制御理論》創始者3名が衛星の開発に協力した真の目的は“全ての《魔法士》の原型”アリス・リステルを匿える場所を作ることであり、そのため両衛星には密かに実用化されていた《情報制御》による様々な仕掛けが施された。両衛星が両極の上空に浮かんでいるのも《情報制御》によるものであり、《情報制御》による転送システムも、アリスと彼女を匿った関係者が秘密裡に衛星に出入りするために用意したものである。
北極衛星のコンセプトは“隠れ家”であり、万一の事態に備えた隠し武装の他に広大な居住区画が設けられており、アリスが住まうための家が建てられ、外部からの補給が全くなくても生活できるようになっている。
南極衛星のコンセプトは“砦”であり、北極衛星と異なり居住区画は設けられておらず、過剰なほどの最新鋭の隠し武装が設置されており、ほとんど要塞化している。
雲
高度1万8000メートルから2万2000メートルに層を成し、地球の全天を覆いつくす鉛色の気体の通称。大気制御衛星の暴走事故により、南極衛星から吐き出された対旱魃用の遮光性気体の層を指す。《情報制御》を阻害する電磁ノイズを孕んでおり、地球は永い冬に突入することとなる。
この気体は衛星の打ち上げ以前に開発されたものだが、自然界で分解しにくいことが判明したため研究が断念され、衛星には積んでいなかったはずのものである。
大戦終結後の2189年2月には、残された7つのシティにより、「《マザーシステム》に代わる新しいシステムの開発研究」として“雲”を除去する研究が進められた（世界再生計画）が、2194年3月、この研究は失敗と結論付けられた。
実は、この気体は南極衛星にて“世界の解”を得たアリスが《情報制御》により意図して発生させたもので、“雲の流れ”により地球を覆う巨大な《論理回路》を形成しており、《マザーコア》と同様の状態となったアリスのI-ブレインによって維持されている。そのため《論理回路》の核となっている両極の大気制御衛星を単純に停止させることでも除去は可能だが、この方法では除去に100年から200年かかるとされ、現在の人類に残された「長くても50年」という時間には到底間に合わないことが判明している。
世界の解
第三次世界大戦前の当時、原因不明のまま世界中のコンピュータが予測演算不能となる「西暦2186年5月14日の壁」を突破して予測された「西暦2186年5月14日以降」の世界のこと。すなわち「過去に予測されていた、物語現在の世界の姿」である。
“全ての《魔法士》の原型”アリス・リステルも、西暦2183年4月ごろから見るようになった奇妙な夢を切っ掛けに、同年6月28日よりI-ブレインを用いて「世界の解」の予測演算を始めるが、他のコンピュータと同様に「壁」を突破できずにいた。しかし「壁」までの期限の直前、アリスは偶然から「壁」を突破し、得た“解”への対策として上述の“雲”を発生させた。しかし期限が迫っていたこともあり対策は十分と言えず、結果として第三次世界大戦の勃発を引き起こす一因となった。

演算機関
《情報制御》によって動力を得る、機械式の第二種永久機関。《情報制御理論》発表後に開発され飛行艦艇の動力源として瞬く間に全世界に普及し、それ以前に普及していたモーターや核融合を動力源とする飛行艦艇を僅か数年で駆逐した（モーターや核融合の燃料がほぼ枯渇していたという事情もある）。2198年現在、現存する飛行艦艇は全て、これを推進装置として搭載している。しかし《情報制御》を利用したシステムである以上、《情報制御》を阻害する性質を持つ“雲”の中では稼働できず、人類が“雲の上”へ飛べない理由にもなっている。
動作原理としては、外部から空気を取り込み《情報制御》によって低温化、これによって生じた差分の熱量で機関を作動させつつ、並列処理で重力を制御して艦艇を浮遊させ、更に取り込み熱量を奪った空気を、運動量を付加したうえで任意の方向へと排出して推力を得る。

雲上航行艦（うんじょうこうこうかん）
大気制御衛星が吐き出した、太陽光を遮断し《情報制御》を阻害する電磁波を孕む“雲”の層を抜け、“雲の上”の空を駆けめぐることが出来る艦船のこと。特殊な機能と非常に優れた《魔法士》を必要とするため、世界で3隻しかない。
150メートル級高速機動艦［Hunter Pigeon］
大戦前にとあるシティが開発した、演算機関式の飛行艦艇の試作機で、2187年当時の最新型。マスターはヴァーミリオン・CD・ヘイズ。
抜き身のナイフを思わせる細長い流線形のシルエットを持ち、船体色は血のような暗い真紅で、船体側面に青いペンキで「Hunter Pigeon」と殴り書きされている。主動力はWZ-0型演算機関。巡航速度は時速1万7000キロ、最高速度は約5万キロ（現在世界最速の艦）。武装は荷電粒子砲一門、船体の両側面に埋め込まれたライン形のスピーカー（“破砕の領域”“虚無の領域”発動用。本来はバルカンなどの副武装が取り付けられていたが、リチャードが改造を施した）。船体内部の8割が演算機関で占められており、高い演算能力と機動力を持つ。特に機動力は大戦前の飛行艦艇の中でも最高クラスで、当時の技術が失われた2198年現在、同等の機動力を持つ飛行艦艇は製造不能とされる。また北極海の海中に潜行している場面もある（エピソードVII）。
大戦前の建造で本来は雲上航行を目的として建造された艦ではないが、マスターであるヘイズと艦自身の高速の演算能力により変化し続ける電磁波のパターンを予測、電磁波に対抗するようにファイヤーウォールのパターンを変化させ続けることで、雲上航行を可能としている。ただし雲の中での機動力は三隻の中で一番下。
他の2隻とは異なり、大戦前の建造で一般人の搭乗が想定されているため、居住区画や倉庫区画が設けられており、ヘイズと行動を共にする際にファンメイやクレアに部屋が割り当てられた。また修理やメンテナンスや船室の内装は、シティ・ニューデリー近郊の町にてフリーの飛空艦艇修理工房を営むサティ・ジュレが全面的に行なっている。
建造されたものの動作が不安定、かつ管制システムに搭載された疑似人格「ハリー」が個性的すぎる、という理由で欠陥品と見做され解体寸前だったところを空賊に強奪され、その空賊の保護下にあったヘイズの所有となる。
なお軍属ではない“所属不明”のフリーの飛行艦艇であるため、船体を真っ赤に塗っただけの偽物も多く横行している。偽物は当然、雲の中や上を飛行できず、その他の性能も本物より大きく劣るようである。

75メートル級高高度索敵艦［FA-307］
シティ・マサチューセッツが2196年に開発した、雲上での航行、および広範囲の監視・索敵を目的とする飛行艦艇。マスターは千里眼（クレアヴォイアンス）No.7。
ナイフを思わせる細く鋭いシルエットを持ち、船体色はチタン合金の銀灰色。主動力はX7型演算機関。巡航速度は時速1万4000キロ、最高速度は1万9000キロ弱。武装は荷電粒子砲一門、対〈騎士〉を想定した近接戦闘用ワイヤー多数。
その観測能力により、雲と電磁波の間隙を縫うように航行することで雲上航行を可能としている。雲の中での機動力は3隻の中で最高。
クレアの千里眼を活かすために開発された飛行艦艇で、クレアの分身とも言える。もともとの開発・デザインはニューデリー自治軍であり、サティも深く関わっている。セラとの戦闘で演算機関を破壊されたため現在はサティのもとで修理中。一年もあれば直る（サティ談）とのこと。

200メートル級特務工作艦［ウィリアム・シェイクスピア］
シティ・ロンドンが開発した、〈人形使い〉の搭乗を前提として設計された飛行艦艇の試作機。マスターはエドワード・ザイン。
本体は全長50メートルの細く鋭い形状をした飛空艦艇で、船体色は漆黒。それを本体の4倍の体積の流体金属メルクリウスで覆っており（そのためメルクリウスが船の体積の80％を占める）、操縦士の〈人形使い〉がメルクリウスを変形させることで、様々な形状をとる。通常の飛行時は、飛行に適した柔らかな流線型のシルエットをとり、全長200メートルの白銀色の飛空艦艇に見える。巡航速度は時速8000キロ弱、最高速度は1万4000キロ。武装は船体の80％を占めるメルクリウスと荷電粒子砲（粒子加速器は船体にあり、メルクリウスで砲身を形成する）。戦闘時はメルクリウスをコアの周りに十二枚の翼状にして展開する。流体金属メルクリウスについては《論理回路》および〈人形使い〉の項を参照。
電磁波に侵された部分を分解再構築し続ける（常に脱皮し続けているようなもの）ことで雲上航行を可能としている。雲の中での機動力は［FA-307］に少し劣る。
完成後にシティ・ロンドン最強の〈人形使い〉に与えられる予定だったが、完成して間もなくエドが発見され、命令に従順で高い性能を持つ最強の〈人形使い〉であるエドに与えられた。「シティ・ロンドン自治軍の最強戦力」ともいわれている。暴走する《世界樹》を止めるためマスターのエドごと《世界樹》の中枢になった（エピソードV）が、代わりの制御中枢が開発されたため《世界樹》から切り離して運用できるようになった（エピソードVII）。

〔賢人会議（Seer's Guild）〕（けんじんかいぎ）
各シティの最高機密であり生命線である《マザーコア》の強奪と保護を目的とする反社会テロ組織。シティにより第1級犯罪者に指定されている。本拠地はシティ・メルボルン跡地。構成員はサクラ一人だが、サクラの育ての親でもありメルボルン自治区のリーダーを務めるカール・アンダーソンが活動を支援している。
2198年10月、本拠地を突き止めたモスクワ軍によるメルボルン侵攻によって本拠地を失うが、直後の11月8日に全世界のシティ通信網をハッキングし、シティの現状と《マザーコア》の存在を暴露したうえで《魔法士》の人権を訴え全世界へ宣戦布告する。
モスクワ軍のメルボルン侵攻に際し、支援者のカール・アンダーソンを失ったが、参謀として天樹真昼を、《魔法士》戦力としてデュアルNo.33とセレスティ・E・クラインを新たに加え、リーダーのサクラを含めた4名を中心に、《魔法士》が自由に生きられる世界の構築と、I-ブレインを持たない人間の殲滅を目的として活動するようになる。サクラが単独活動中に助けた元《マザーコア》の子供たちのうち、モスクワ軍の侵攻までメルボルンに残っていた子たちも、便宜上は〔賢人会議〕のメンバーということになっている。メルボルン脱出後は、拠点をアフリカ海のシティ・ケープタウン跡地付近の島に移した。
ニューデリーの事件後は《マザーシステム》反対派であったニューデリー軍の《魔法士》48名が加わり、それを契機に世界中から《魔法士》が集い始め、シティと同等の勢力を持つ自治国家を形成しつつある。
が、参謀であり通常人でもある天樹真昼の思惑はやや異なり、地球を冬に閉ざし現在のシティ体制を生み出した“雲”を除去するべく、《魔法士》か通常人かを問わず全人類の結束を促し協力体制を築くため、“世界中に潜在的に存在している《マザーシステム》反対派”を一箇所に集約することを目的としている。彼の思惑をほぼ完全な形で把握し協力しているのは、直接明かされたシンガポールのフェイ・ウィリアムズ・ウォン全権大使だけであるが、ニューデリーのルジュナ・ジュレ主席執政官、モスクワのケイト・トルスタヤ元少将、ロンドンのリチャード・ペンウッド博士および〔世界再生機構〕の黒沢祐一、双子の姉である天樹月夜もほぼ正確に彼の意図を把握している。

ノイズメイカー
電磁雑音放射デバイス。一定パターンの電磁ノイズを放射することで《魔法士》の《情報制御》を阻害する、対《魔法士》用兵器。大型の物は拠点に設置して《魔法士》の足止めに使うが、小型になると《魔法士》のI－ブレインに直接接続する拘束デバイスとして用いられ、普通はこちらのタイプを指す。拘束デバイスにも二種類あり、I-ブレインと《情報の海》の接続を阻害する簡易タイプ（元から接続部を持たないヘイズにはそもそも無意味、ファンメイも対ノイズ用《論理回路》を形成できる為若干耐性あり）とI-ブレインの演算自体をとめる本格的なもの（ファンメイの場合生理機構や免疫系もI-ブレインに頼っているのでこれだと命に関わる）に分けられる。

## 既刊一覧
- 三枝零一（著）・純珪一（イラスト）、メディアワークス→アスキー・メディアワークス→KADOKAWA〈電撃文庫〉、全21巻
  - 『ウィザーズ・ブレイン』2001年2月25日初版発行（2月10日発売[21]）、ISBN 4-8402-1741-6
  - 『ウィザーズ・ブレインII 楽園の子供たち』2002年1月25日初版発行（1月10日発売[22]）、ISBN 4-8402-2012-3
  - 『ウィザーズ・ブレインIII 光使いの詩』2002年10月25日初版発行（10月10日発売[23]）、ISBN 4-8402-2191-X
  - 『ウィザーズ・ブレインIV 世界樹の街〈上〉』2003年12月25日初版発行（12月10日発売[24]）、ISBN 4-8402-2273-8
  - 『ウィザーズ・ブレインIV 世界樹の街〈下〉』2004年1月25日初版発行（1月10日発売[25]）、ISBN 4-8402-2576-1
  - 『ウィザーズ・ブレインV 賢人の庭〈上〉』2005年5月25日初版発行（5月10日発売[26]）、ISBN 4-8402-3043-9
  - 『ウィザーズ・ブレインV 賢人の庭〈下〉』2005年9月25日初版発行（9月10日発売[27]）、ISBN 4-8402-3147-8
  - 『ウィザーズ・ブレインVI 再会の天地〈上〉』2006年12月25日初版発行（12月10日発売[28]）、ISBN 4-8402-3638-0
  - 『ウィザーズ・ブレインVI 再会の天地〈中〉』2007年4月25日初版発行（4月10日発売[29]）、ISBN 978-4-8402-3811-3
  - 『ウィザーズ・ブレインVI 再会の天地〈下〉』2007年10月10日初版発行（10月10日発売[30]）、ISBN 978-4-8402-3973-8
  - 『ウィザーズ・ブレインVII 天の回廊〈上〉』2008年10月10日 初版発行（10月10日発売[31]）、ISBN 978-4-04-867277-1
  - 『ウィザーズ・ブレインVII 天の回廊〈中〉』2009年2月10日初版発行（2月10日発売[32]）、ISBN 978-4-04-867526-0
  - 『ウィザーズ・ブレインVII 天の回廊〈下〉』2009年6月10日初版発行（6月10日発売[33]）、ISBN 978-4-04-867851-3
  - 『ウィザーズ・ブレインVIII 落日の都〈上〉』2010年5月10日初版発行（5月10日発売[34]）、ISBN 978-4-04-868542-9
  - 『ウィザーズ・ブレインVIII 落日の都〈中〉』2011年2月10日初版発行（2月10日発売[35]）、ISBN 978-4-04-870275-1
  - 『ウィザーズ・ブレインVIII 落日の都〈下〉』2014年2月8日初版発行（2月8日発売[36]）、ISBN 978-4-04-866310-6
  - 『ウィザーズ・ブレインIX 破滅の星〈上〉』2014年12月10日初版発行（12月10日発売[37]）、ISBN 978-4-04-869101-7
  - 『ウィザーズ・ブレインIX 破滅の星〈中〉』2023年4月7日発売[38]、ISBN 978-4-04-914397-3
  - 『ウィザーズ・ブレインIX 破滅の星〈下〉』2023年5月10日発売[39]、ISBN 978-4-04-914399-7
  - 『ウィザーズ・ブレインX 光の空』2023年9月8日発売[40]、ISBN 978-4-04-915126-8
  - 『ウィザーズ・ブレイン アンコール』2024年2月9日発売[41]、ISBN 978-4-04-915548-8